# Senat Rzeczypospolitej Polskiej XI kadencji

Rozkład Miejsc

Senat XI kadencji – skład Senatu XI kadencji wyłoniony został w wyborach do Sejmu i Senatu przeprowadzonych 15 października 2023. W wyborach uprawnionych do głosowania było 29 532 595 osób.

## Lista senatorów

### Zmiany liczebności klubów w czasie kadencji
| Klub/Koło                | Nazwa                                      | Przewodniczący            | Data powstania           | Liczba senatorów | Liczba senatorów | +/− |
| Klub/Koło                | Nazwa                                      | Przewodniczący            | Data powstania           | w dniu powstania | obecnie          | +/− |
| ------------------------ | ------------------------------------------ | ------------------------- | ------------------------ | ---------------- | ---------------- | --- |
| Klub                     | Koalicja Obywatelska – PO, .N, IP, Zieloni | Tomasz Grodzki            | 13 listopada 2023(dts)   | 41               | 42               | 1   |
| Klub                     | Prawo i Sprawiedliwość                     | Stanisław Karczewski      | 13 listopada 2023(dts)   | 34               | 34               |     |
| Klub                     | Trzecia Droga                              | Waldemar Pawlak           | 13 listopada 2023(dts)   | 12               | 12               |     |
| Klub                     | Lewica (Nowa Lewica, PPS, Unia Pracy)      | Anna Górska Maciej Kopiec | 13 listopada 2023(dts)   | 9                | 8                | 1   |
| Koło                     | Niezależni i Samorządni                    | Zygmunt Frankiewicz       | 13 listopada 2023(dts)   | 4                | 3                | 1   |
| senatorowie niezrzeszeni | senatorowie niezrzeszeni                   | senatorowie niezrzeszeni  | senatorowie niezrzeszeni | 0                | 1                | 1   |

## Posiedzenia Senatu
Terminarz posiedzeń Senatu
1. posiedzenie: 13 XI 2023
2. posiedzenie: 29 XI, 30 XI 2023
3. posiedzenie: 13 XII 2023
4. posiedzenie: 20, 22 XII 2023
5. posiedzenie: 17 I, 24 I 2024
6. posiedzenie: 7 II, 15 II 2024
7. posiedzenie: 6 III, 7 III 2024
8. posiedzenie: 20 III 2024
9. posiedzenie: 4 IV 2024
10. posiedzenie: 18 IV 2024
11. posiedzenie: 8 V, 9 V 2024
12. posiedzenie: 22 V, 23 V 2024
13. posiedzenie: 4 VI, 5 VI, 2024
14. posiedzenie: 26 VI 2024
15. posiedzenie: 4 VII 2024
16. posiedzenie: 10 VII, 11 VII 2024
17. posiedzenie: 24 VII, 25 VII 2024
18. posiedzenie: 31 VII 2024
19. posiedzenie: 25 IX, 3 X 2024
20. posiedzenie: 9 X, 10 X 2024
21. posiedzenie: 29 X, 30 X 2024
22. posiedzenie: 6 XI, 7 XI 2024
23. posiedzenie: 20 XI, 21 XI, 22 XI 2024
24. posiedzenie: 4 XII, 5 XII 2024
25. posiedzenie: 18 XII, 19 XII 2024
26. posiedzenie: 8 I 2025
27. posiedzenie: 22 I 2025
28. posiedzenie: 12 II 2025
29. posiedzenie: 27 II 2025
30. posiedzenie: 12 III, 13 III 2025
31. posiedzenie: 26 III 2025
32. posiedzenie: 9 IV 2025
33. posiedzenie: 23 IV, 24 IV 2025
34. posiedzenie: 14 V 2025
35. posiedzenie: 28 V 2025
36. posiedzenie: 11 VI 2025
37. posiedzenie: 25 VI 2025
38. posiedzenie: 16 VII, 17 VII 2025
39. posiedzenie: 30 VII, 31 VII 2025
40. posiedzenie: 7 VIII 2025

Planowane posiedzenia Senatu
- 24 IX, 25 IX 2025
- 15 X, 16 X 2025
- 29 X, 30 X 2025
- 5 XI, 6 XI 2025
- 26 XI, 27 XI 2025
- 10 XII, 11 XII 2025
- 17 XII, 18 XII, 19 XII 2025
- 8 I, 9 I 2026
- 21 I, 22 I 2026
- 18 II, 19 II 2026

## Marszałek Senatu
Obowiązki Marszałka Seniora w dniu 13 listopada 2023 do chwili podjęcia uchwały o wyborze Marszałka Senatu pełnił senator Michał Seweryński (Prawo i Sprawiedliwość). Marszałka seniora wyznaczył prezydent RP Andrzej Duda.
Marszałek senior Senatu XI kadencji
- Michał Seweryński (Prawo i Sprawiedliwość)

Marszałek Senatu XI kadencji:
- Małgorzata Kidawa-Błońska (Koalicja Obywatelska) od 13 listopada 2023

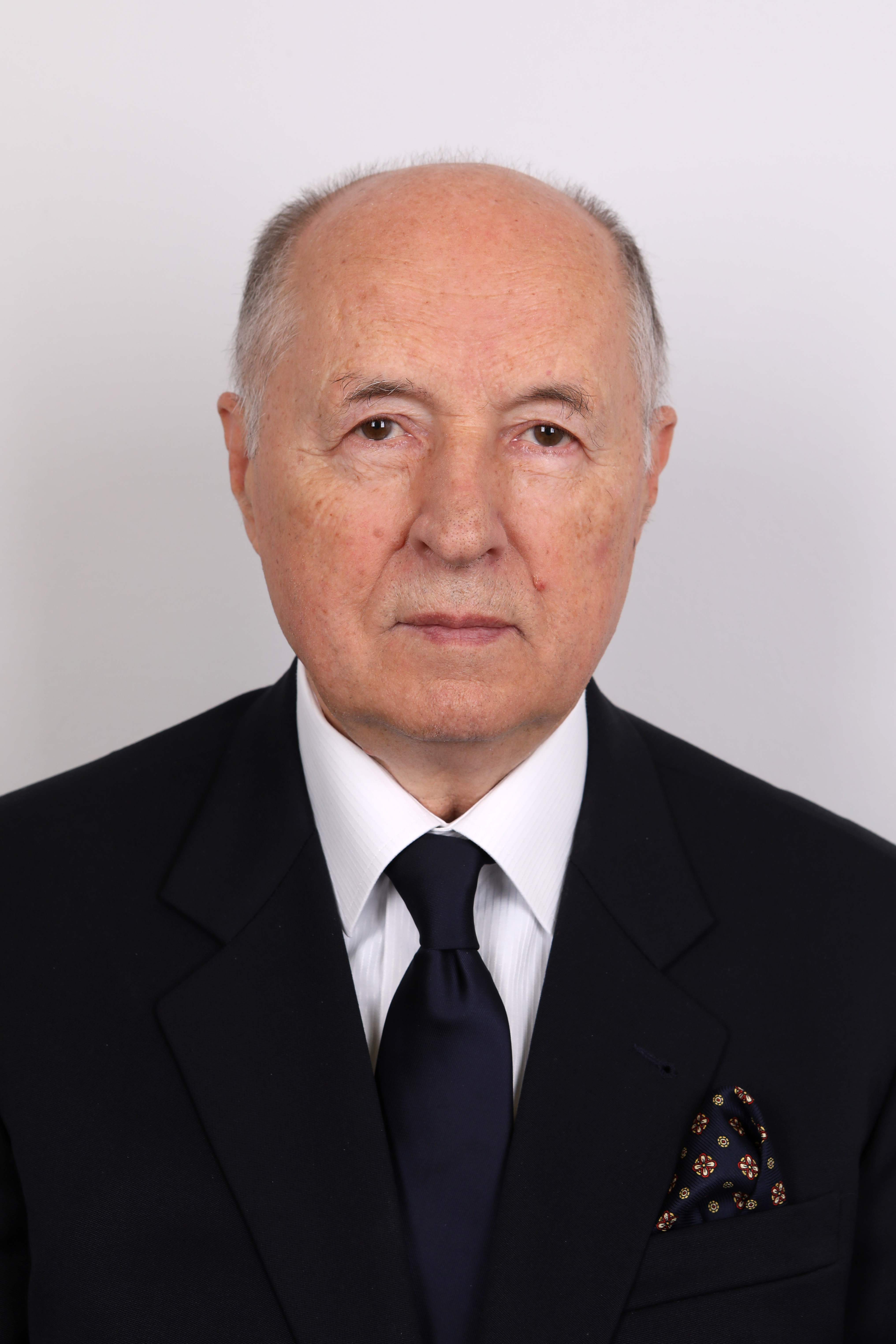
Michał Seweryński
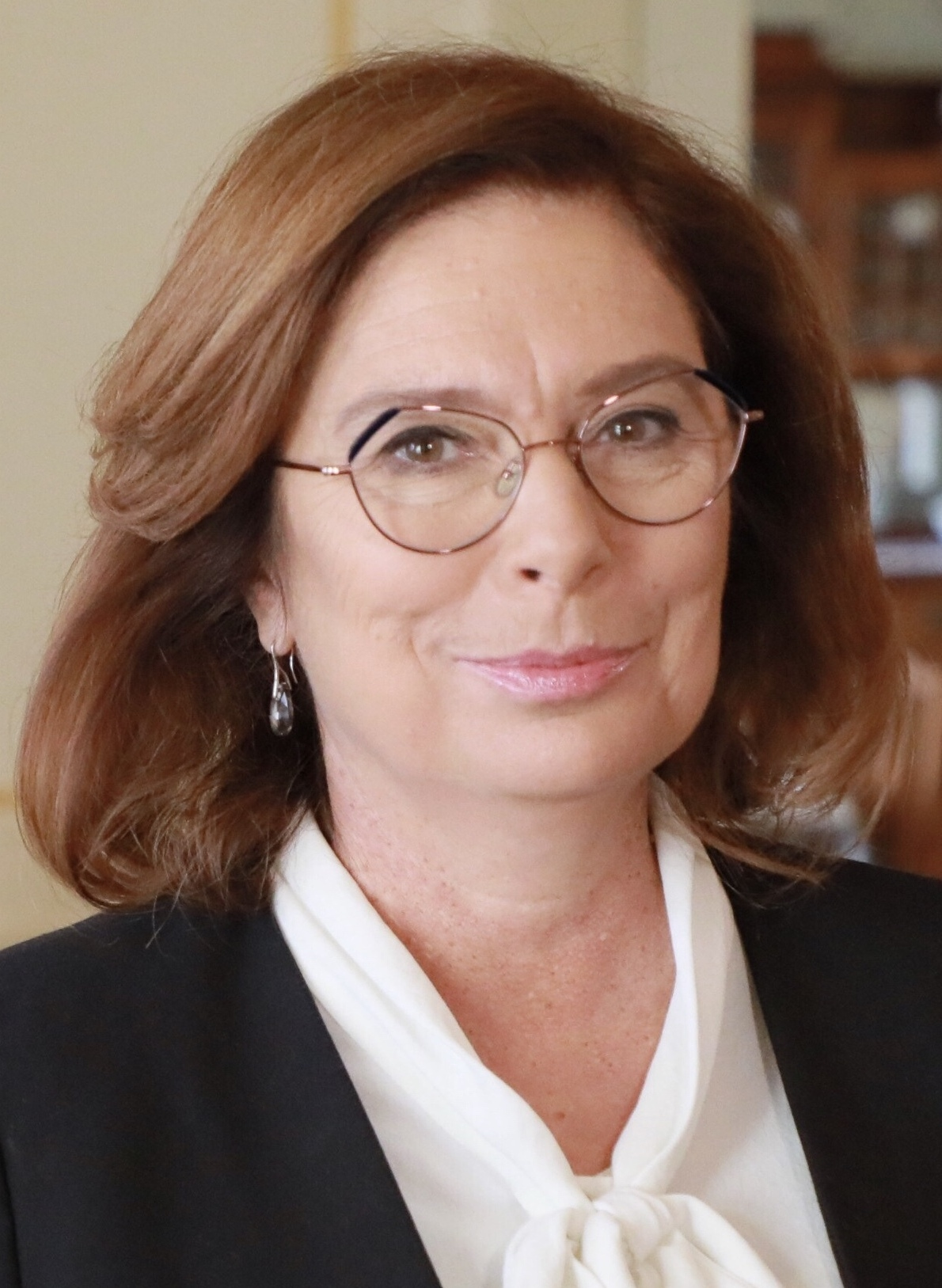
Małgorzata Kidawa-Błońska

## Wicemarszałkowie Senatu
- Rafał Grupiński (Koalicja Obywatelska) od 13 listopada 2023
- Michał Kamiński (Trzecia Droga) od 13 listopada 2023
- Maciej Żywno (Trzecia Droga) od 13 listopada 2023
- Magdalena Biejat (Lewica) od 13 listopada 2023

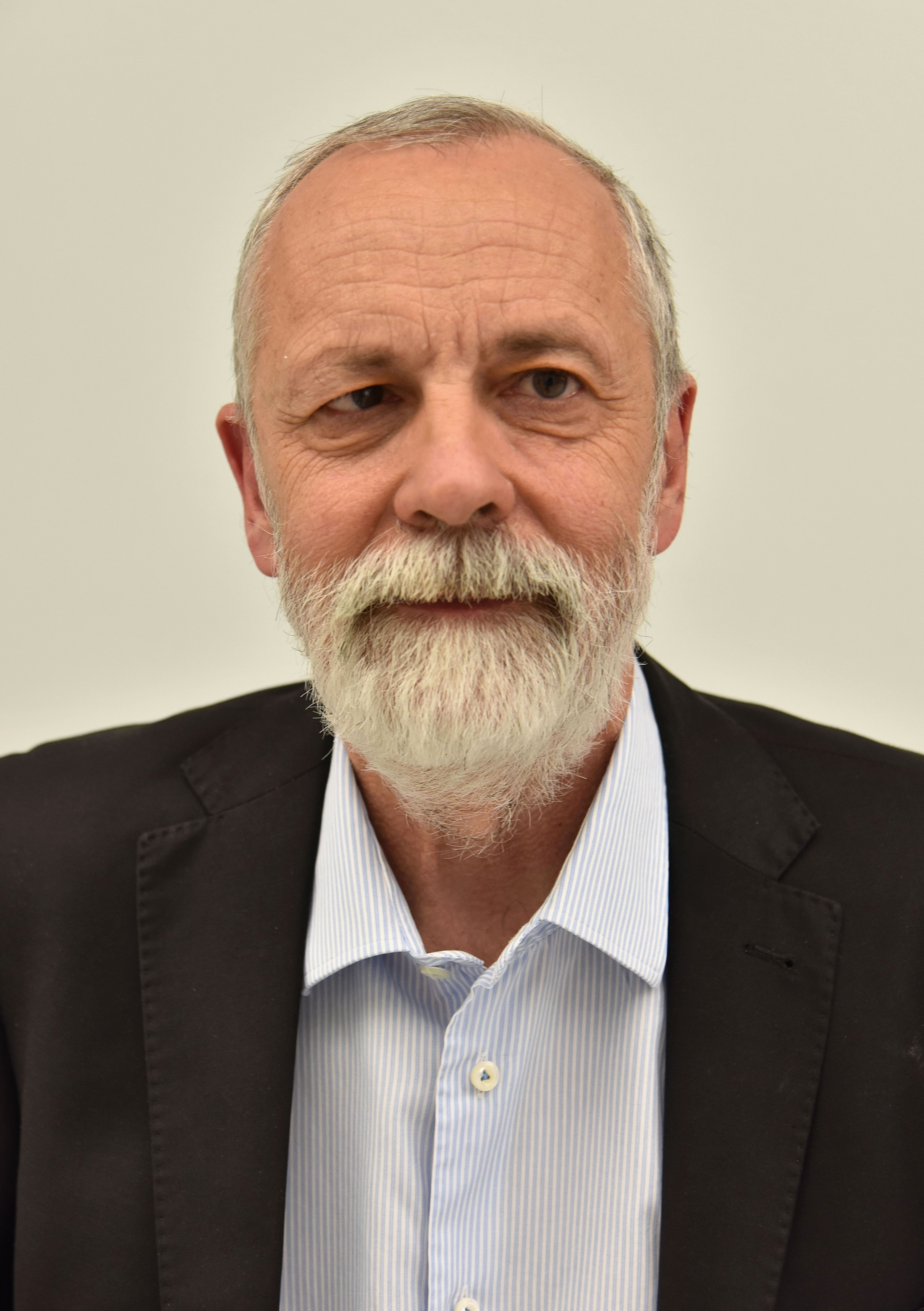
Rafał Grupiński
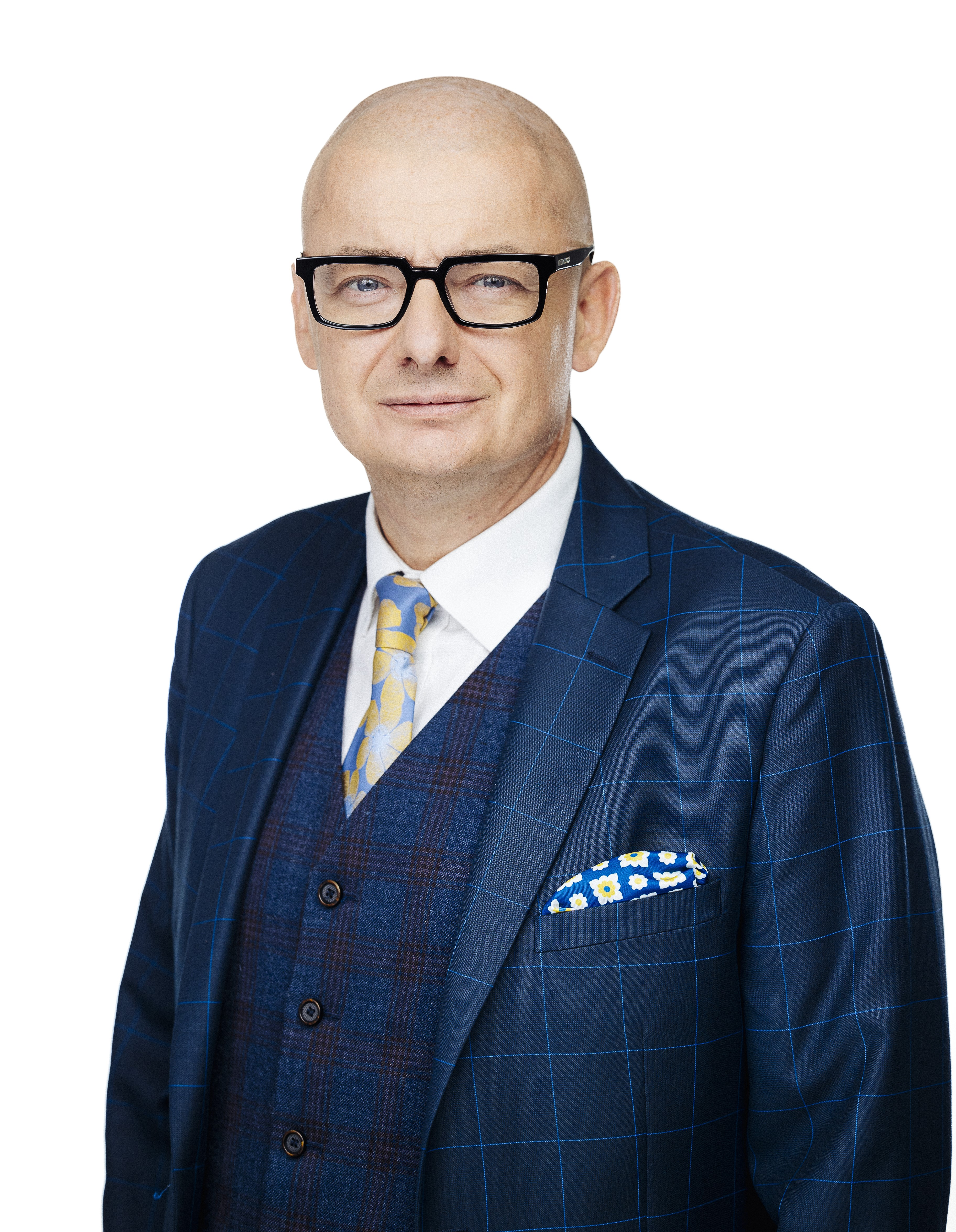
Michał Kamiński
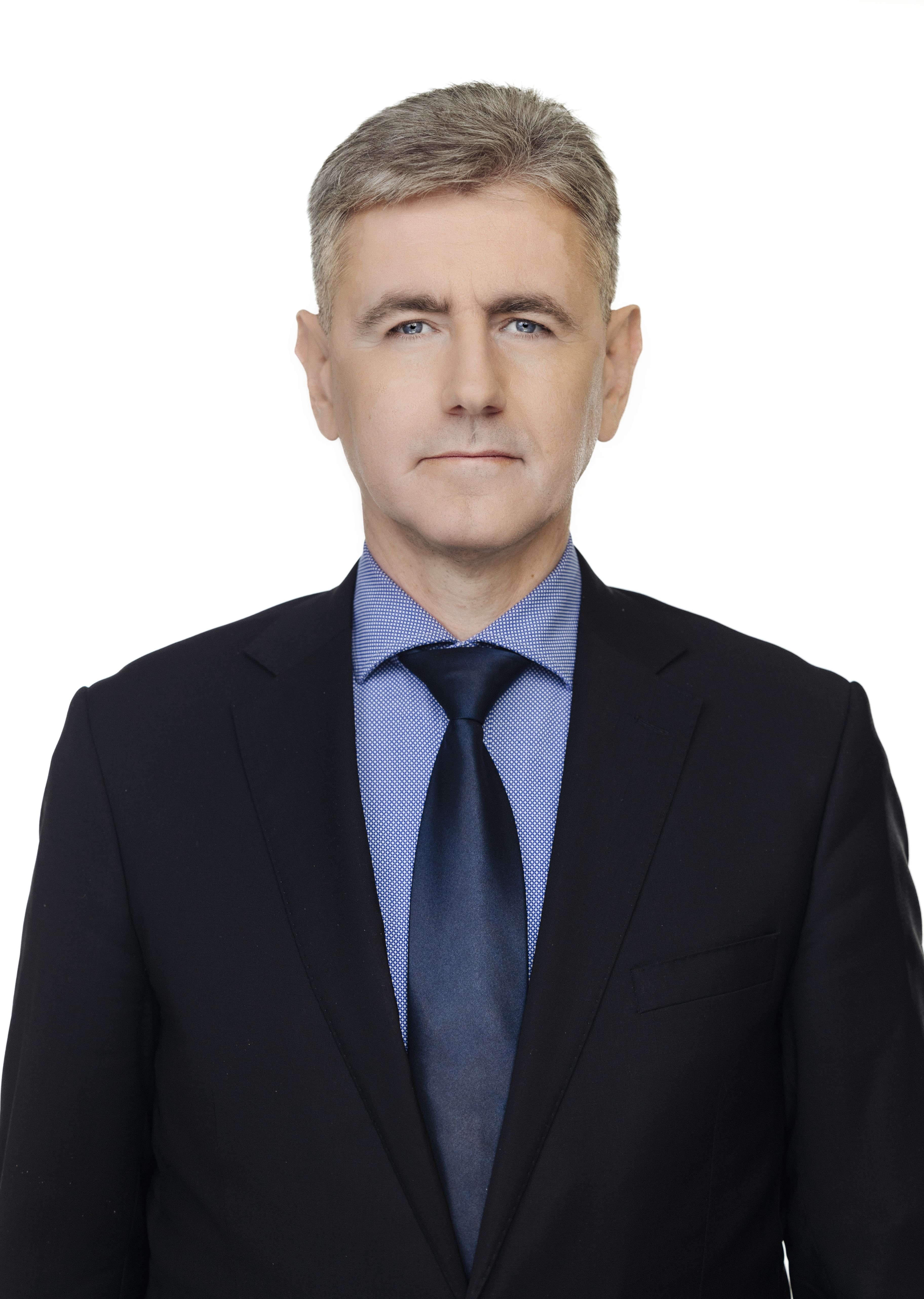
Maciej Żywno
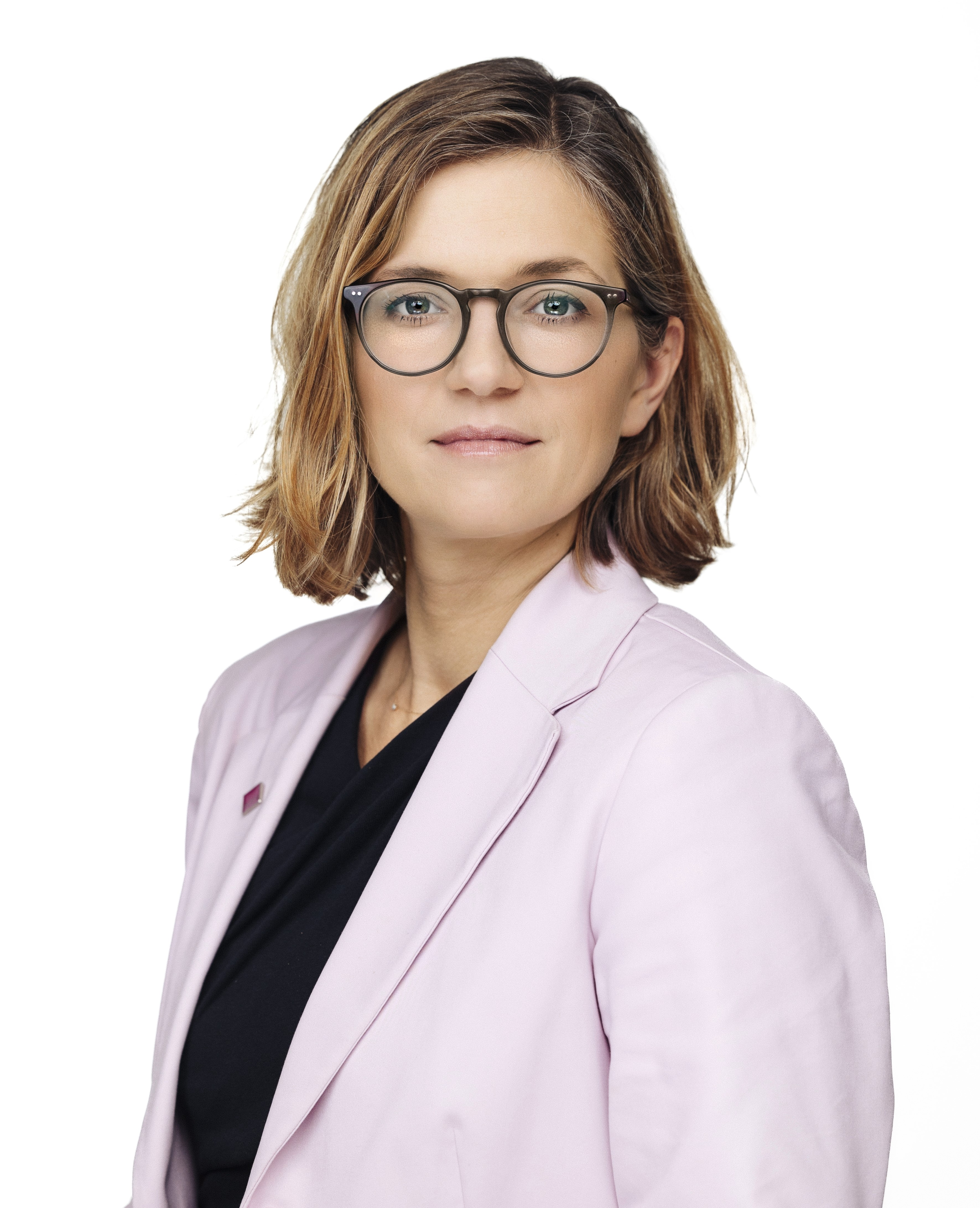
Magdalena Biejat

## Prezydium Senatu
W skład Prezydium Senatu wchodzą marszałek oraz wicemarszałkowie Senatu RP.
- Małgorzata Kidawa-Błońska – marszałek Senatu
- Rafał Grupiński – wicemarszałek Senatu
- Michał Kamiński – wicemarszałek Senatu
- Maciej Żywno – wicemarszałek Senatu
- Magdalena Biejat – wicemarszałek Senatu

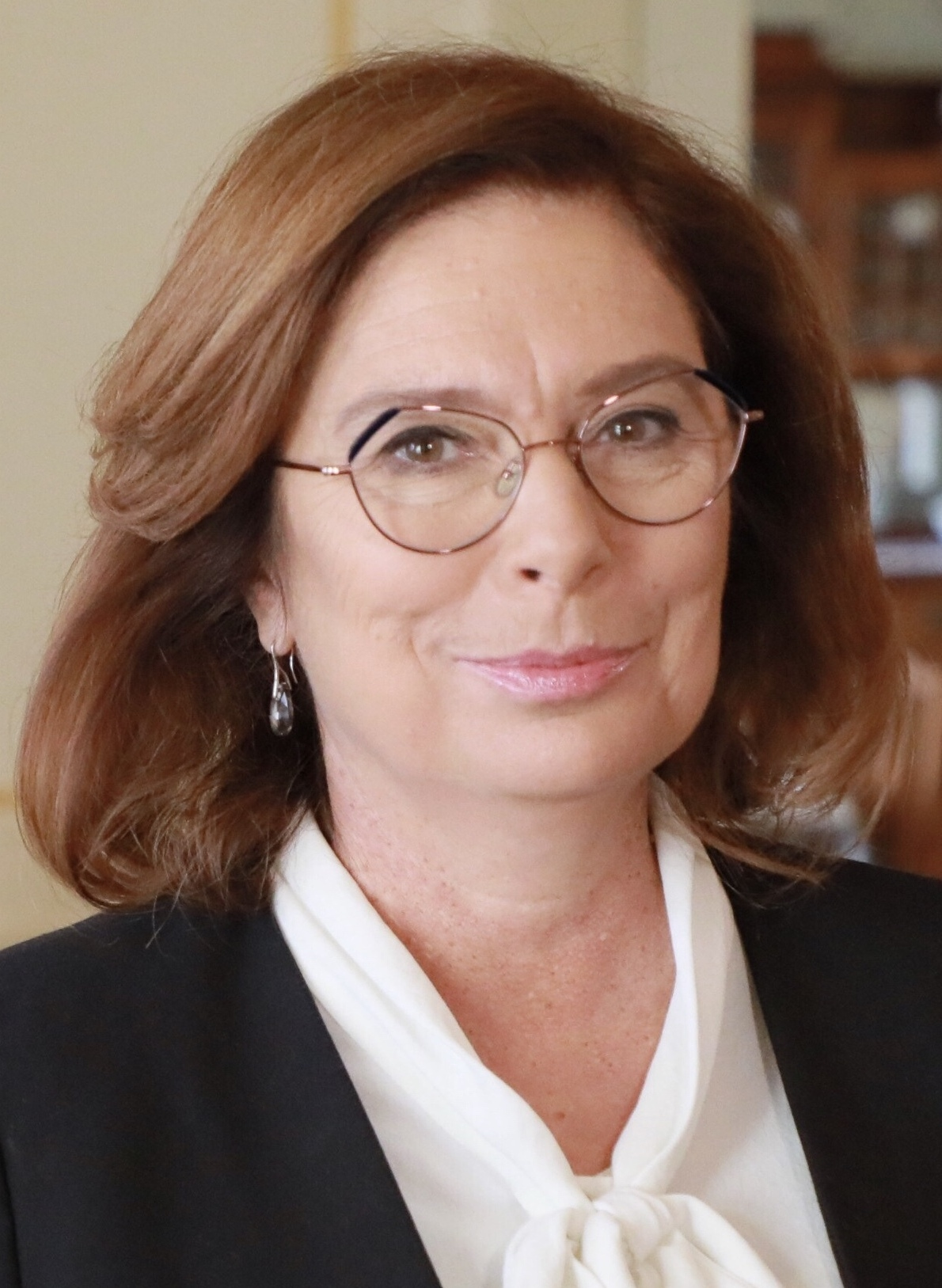
Małgorzata Kidawa-Błońska - Marszałek Senatu
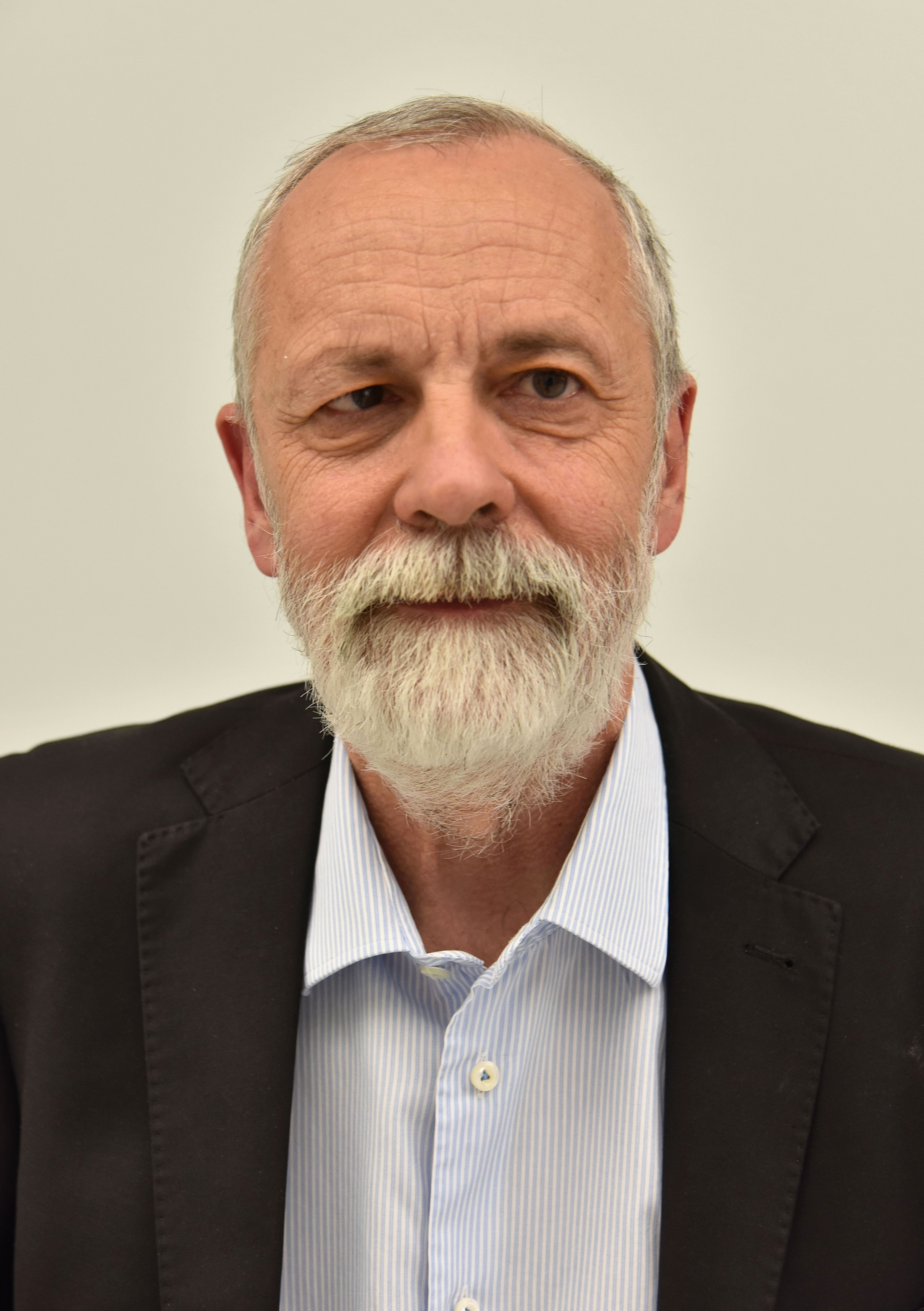
Rafał Grupiński - Wicemarszałek Senatu
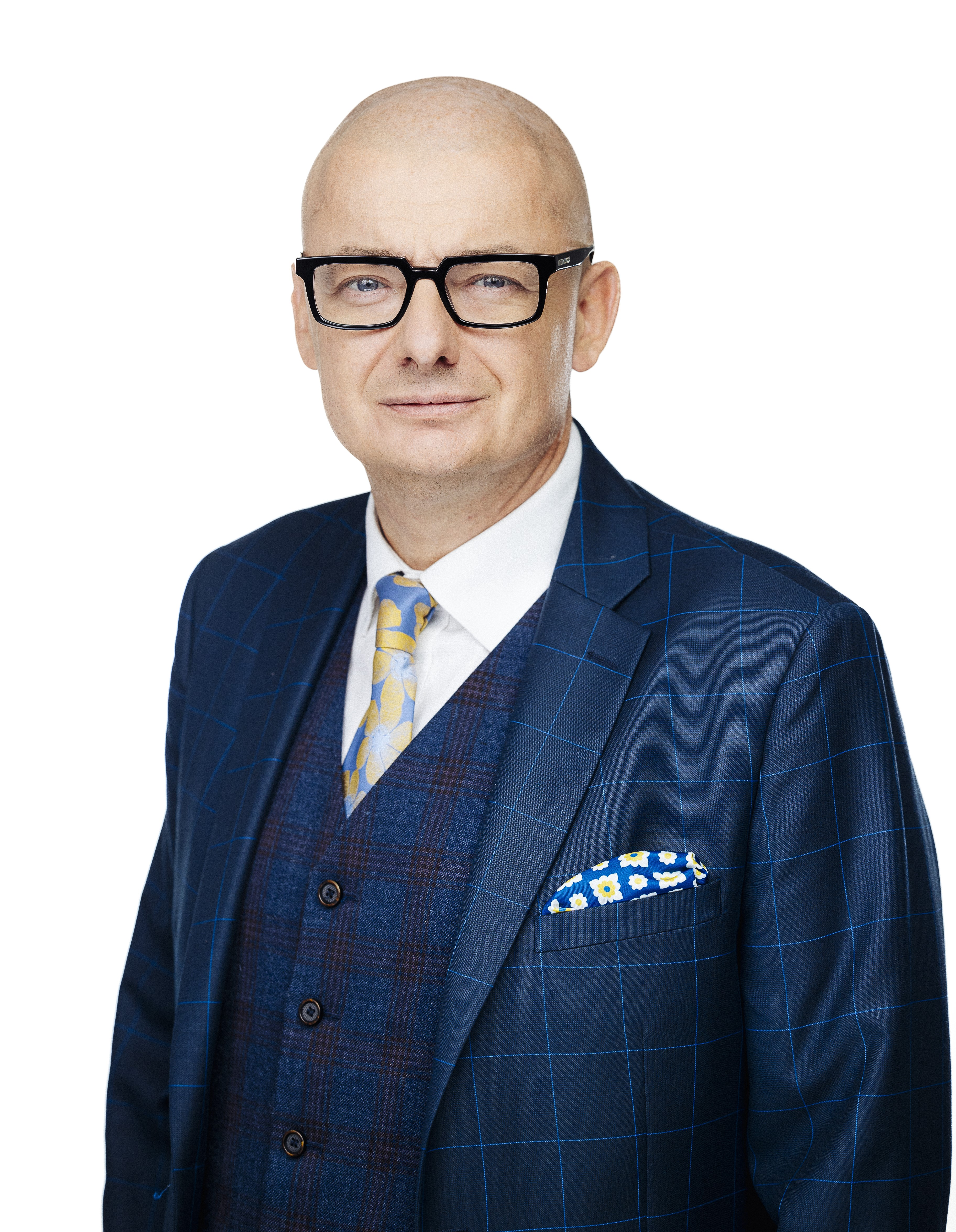
Michał Kamiński - Wicemarszałek Senatu
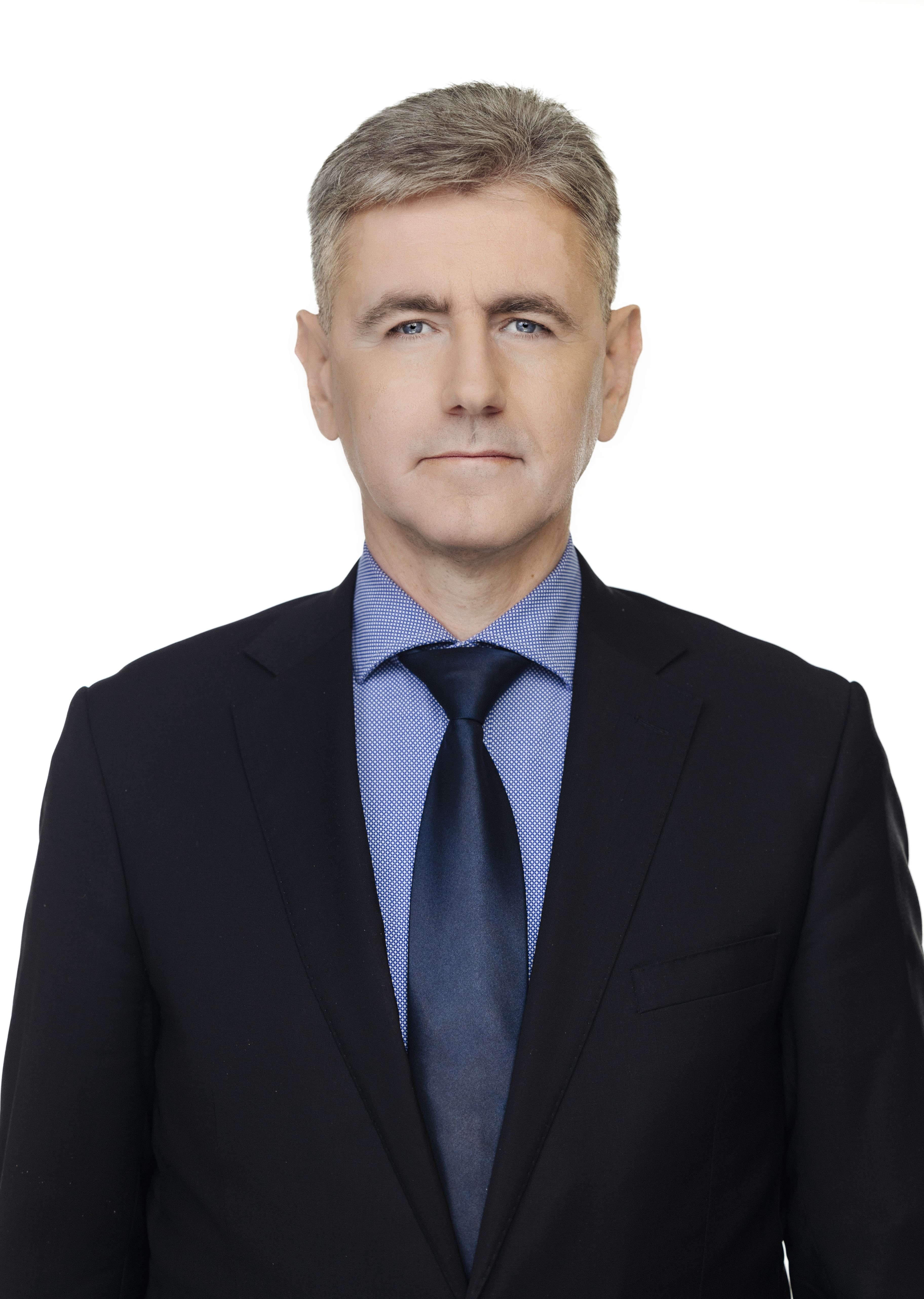
Maciej Żywno - Wicemarszałek Senatu
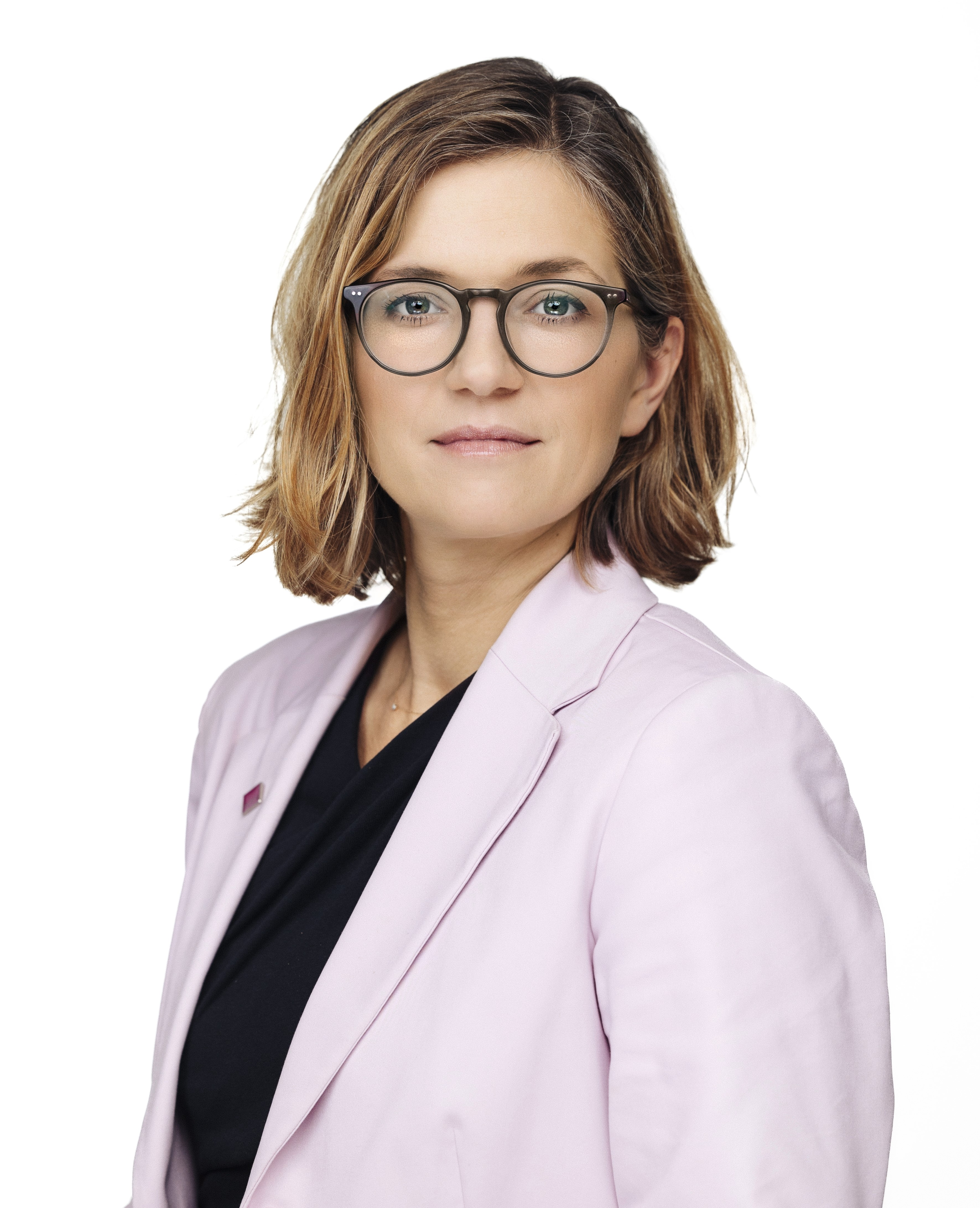
Magdalena Biejat - Wicemarszałek Senatu

## Konwent Seniorów
W skład Konwentu Seniorów wchodzą marszałek, wicemarszałkowie Senatu RP oraz senatorowie – przedstawicieli klubów senackich.
- Małgorzata Kidawa-Błońska – marszałek Senatu
- Rafał Grupiński – wicemarszałek Senatu
- Michał Kamiński – wicemarszałek Senatu
- Maciej Żywno – wicemarszałek Senatu
- Magdalena Biejat – wicemarszałek Senatu
- Stanisław Karczewski – wiceprzewodniczący klubu Prawo i Sprawiedliwość[5]
- Tomasz Grodzki – przewodniczący klubu Koalicja Obywatelska
- Waldemar Pawlak – przewodniczący klubu Trzecia Droga
- Anna Górska lub Maciej Kopiec – wiceprzewodniczący klubu Lewicy[6]

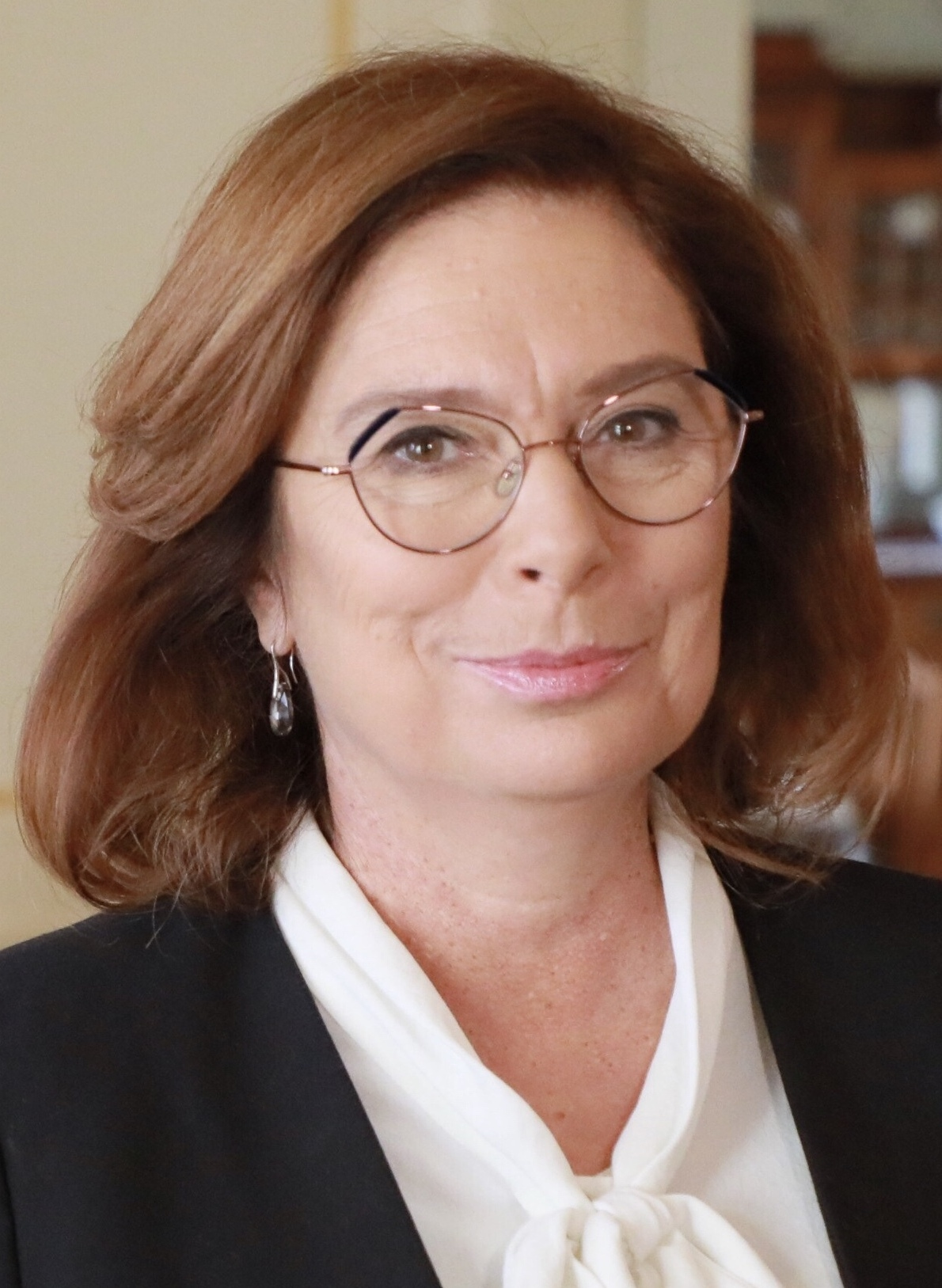
Małgorzata Kidawa-Błońska - Marszałek Senatu
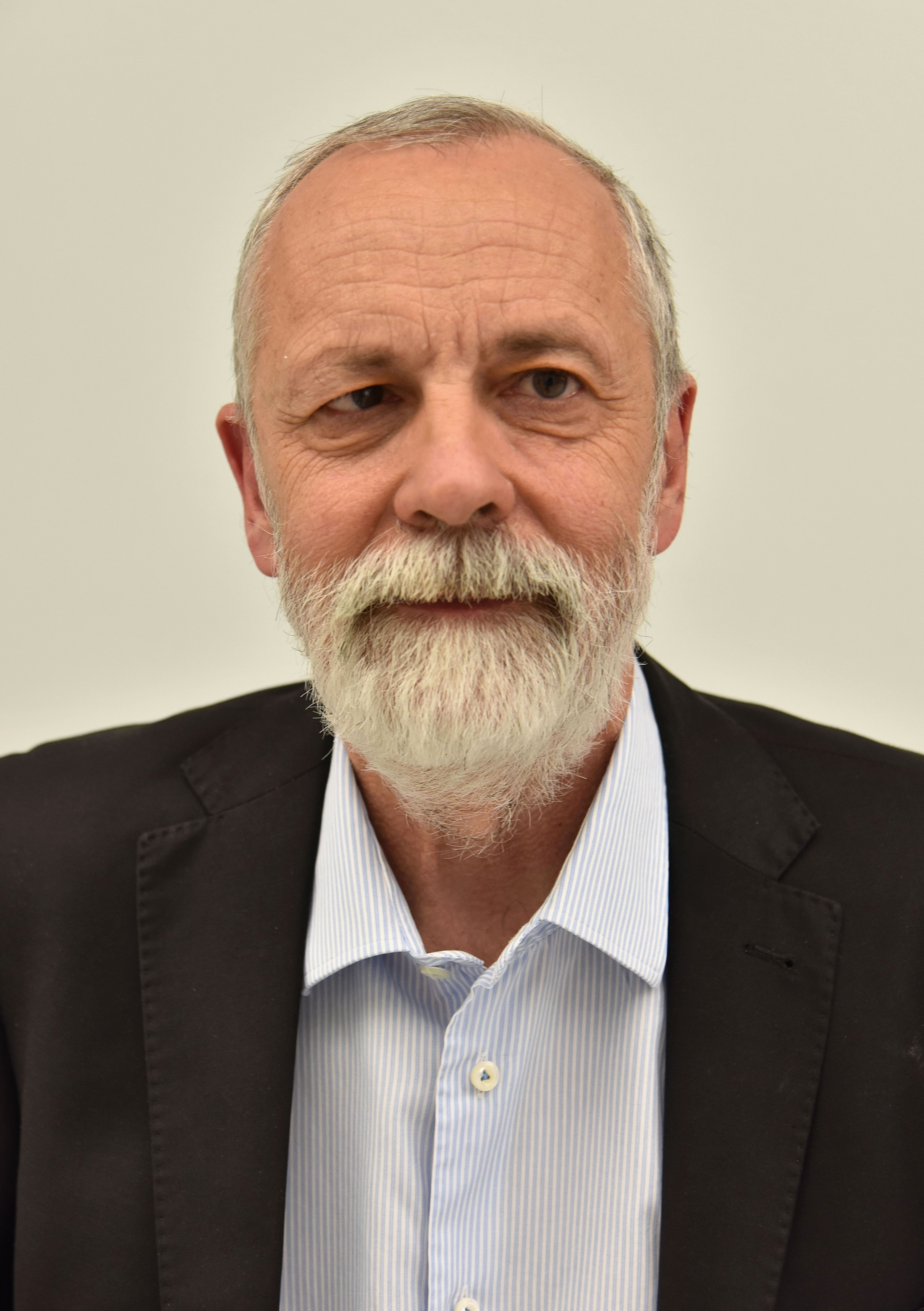
Rafał Grupiński - Wicemarszałek Senatu
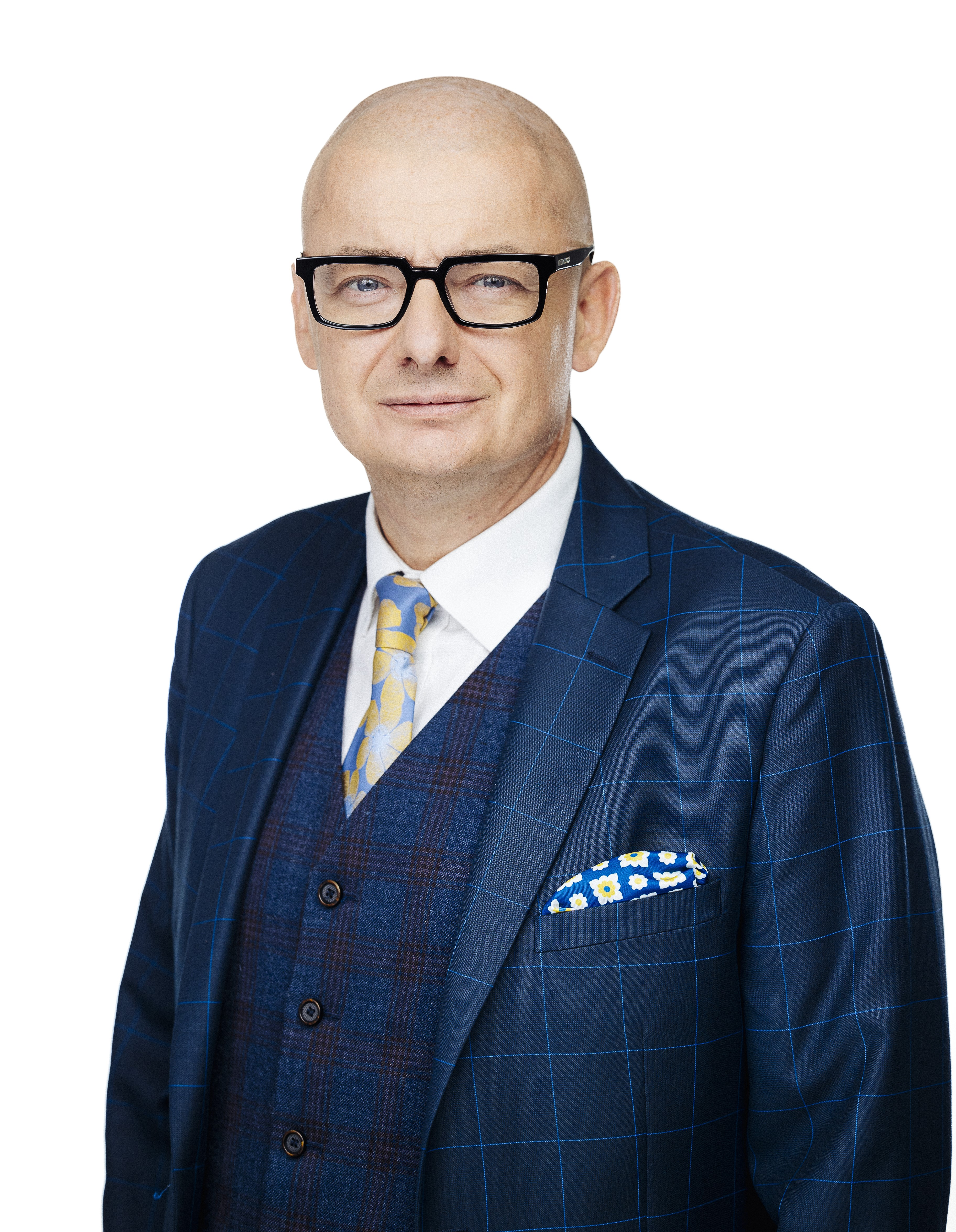
Michał Kamiński - Wicemarszałek Senatu
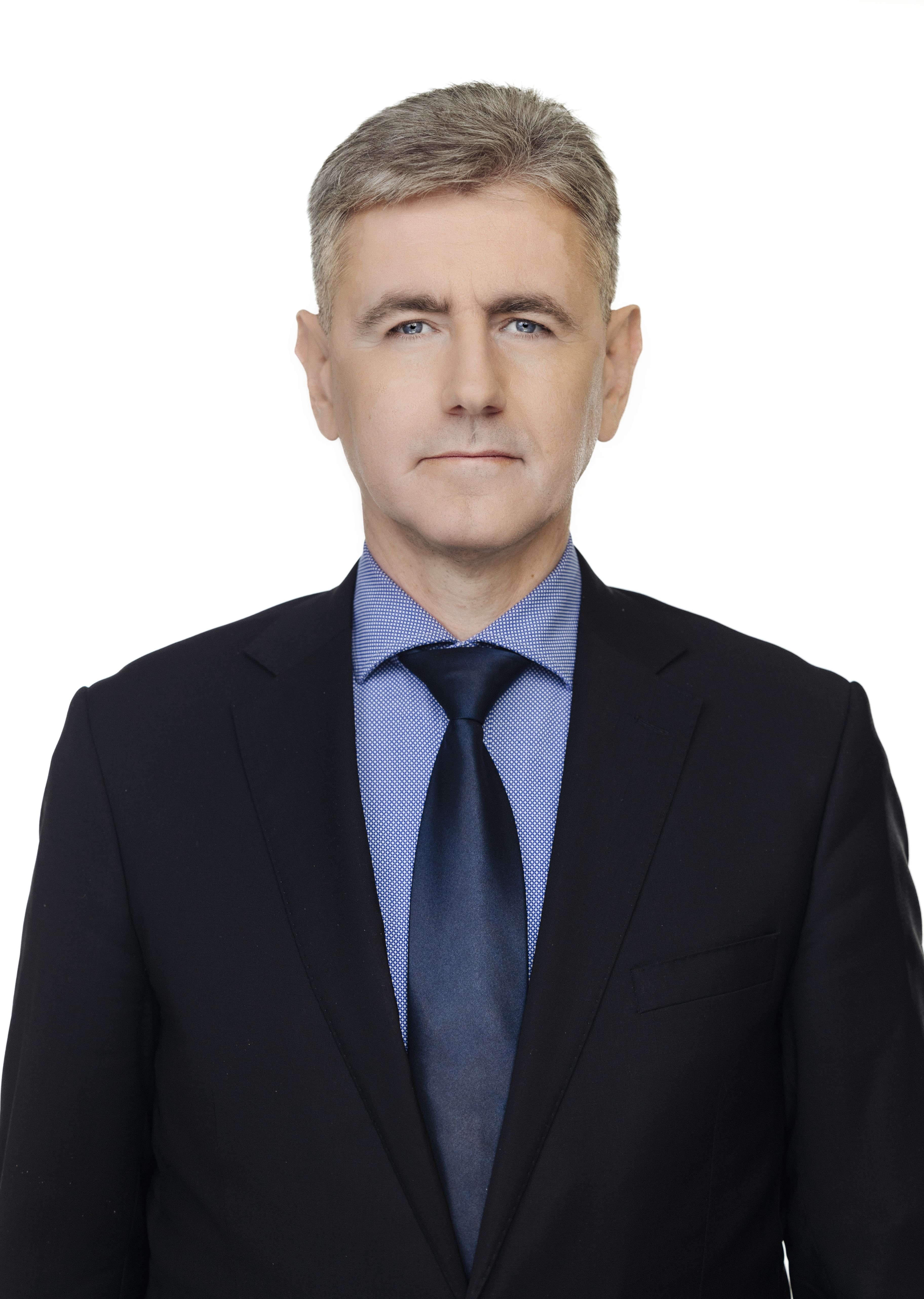
Maciej Żywno - Wicemarszałek Senatu
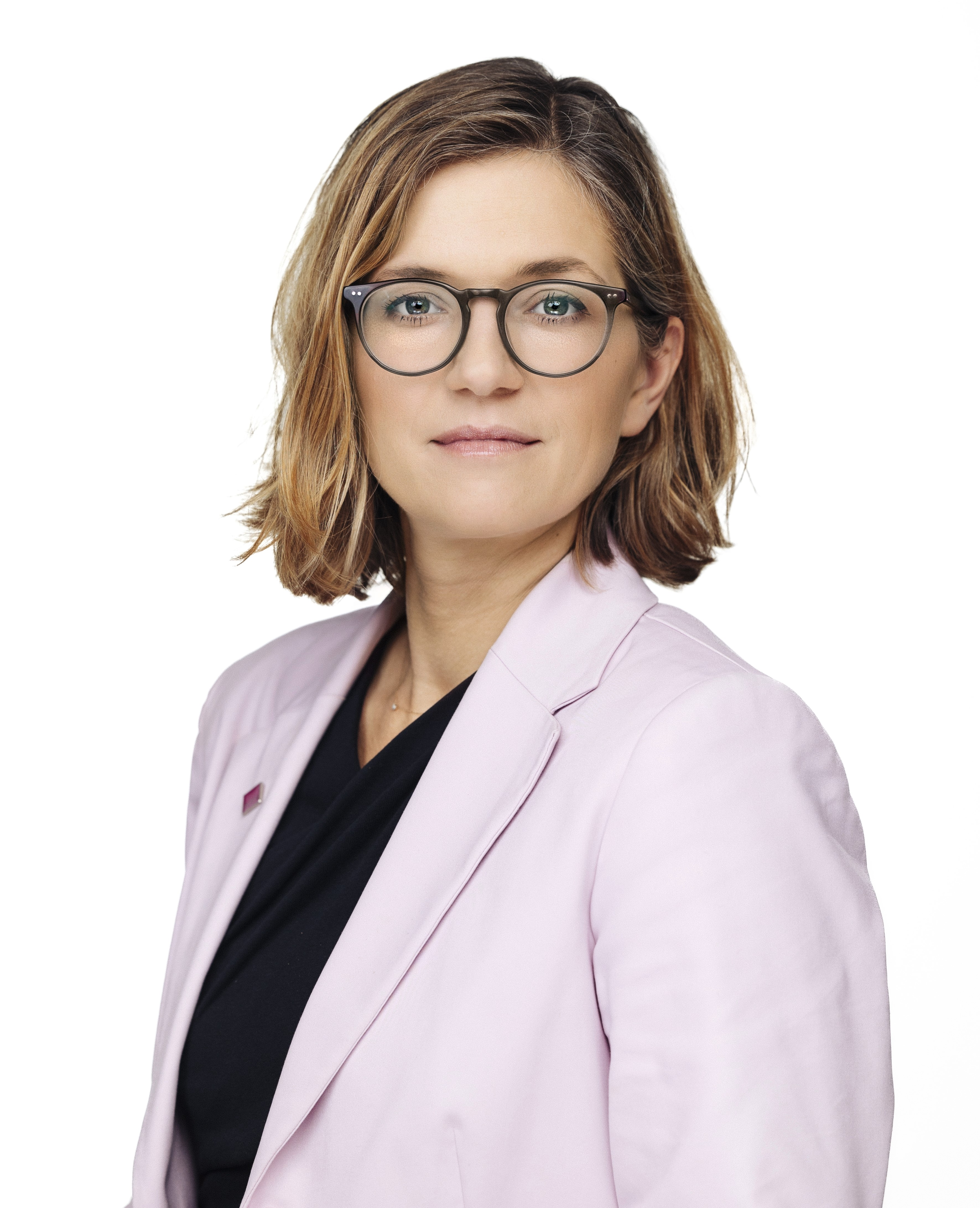
Magdalena Biejat - Wicemarszałek Senatu
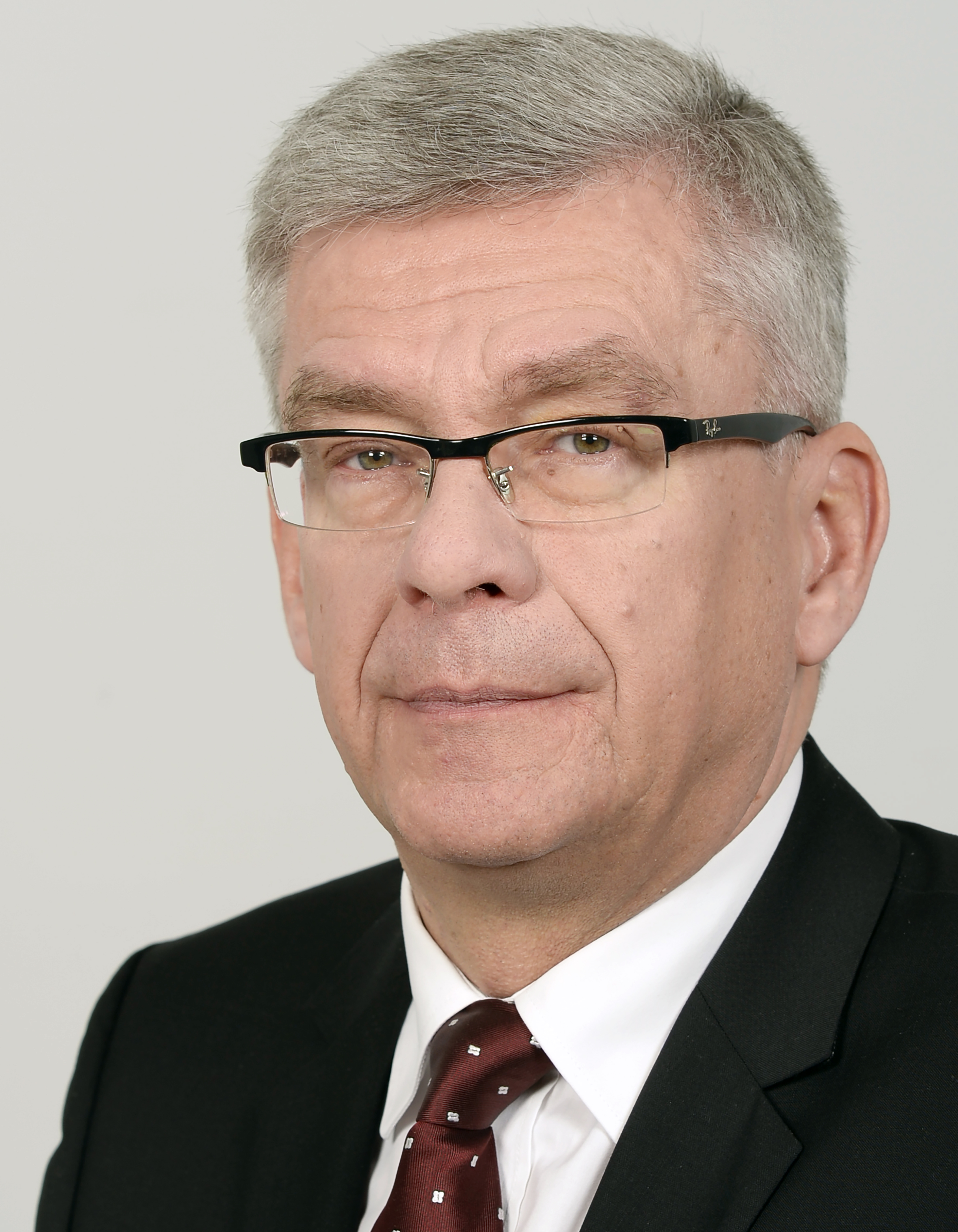
Stanisław Karczewski - Prawo i Sprawiedliwość
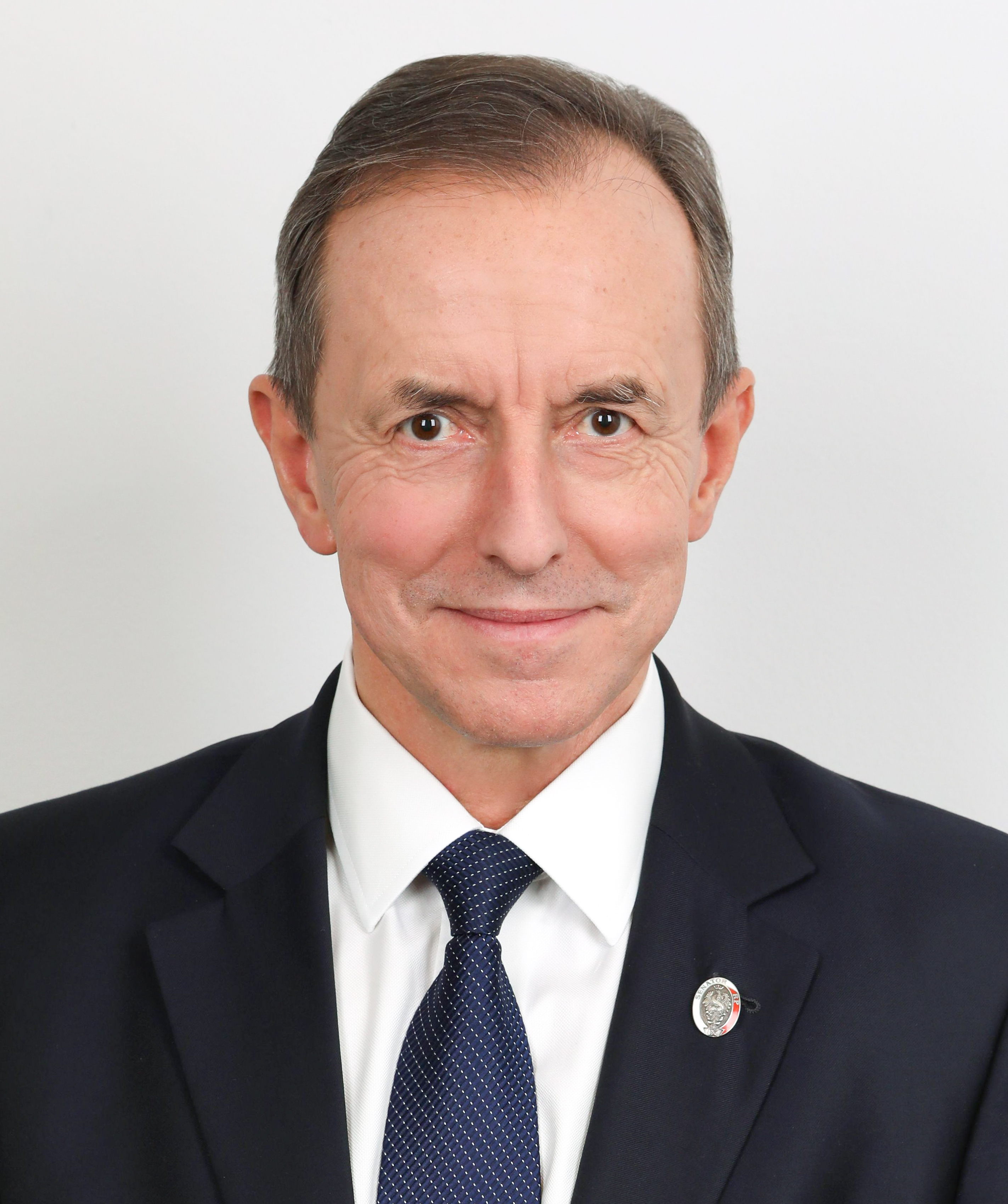
Tomasz Grodzki - Koalicja Obywatelska
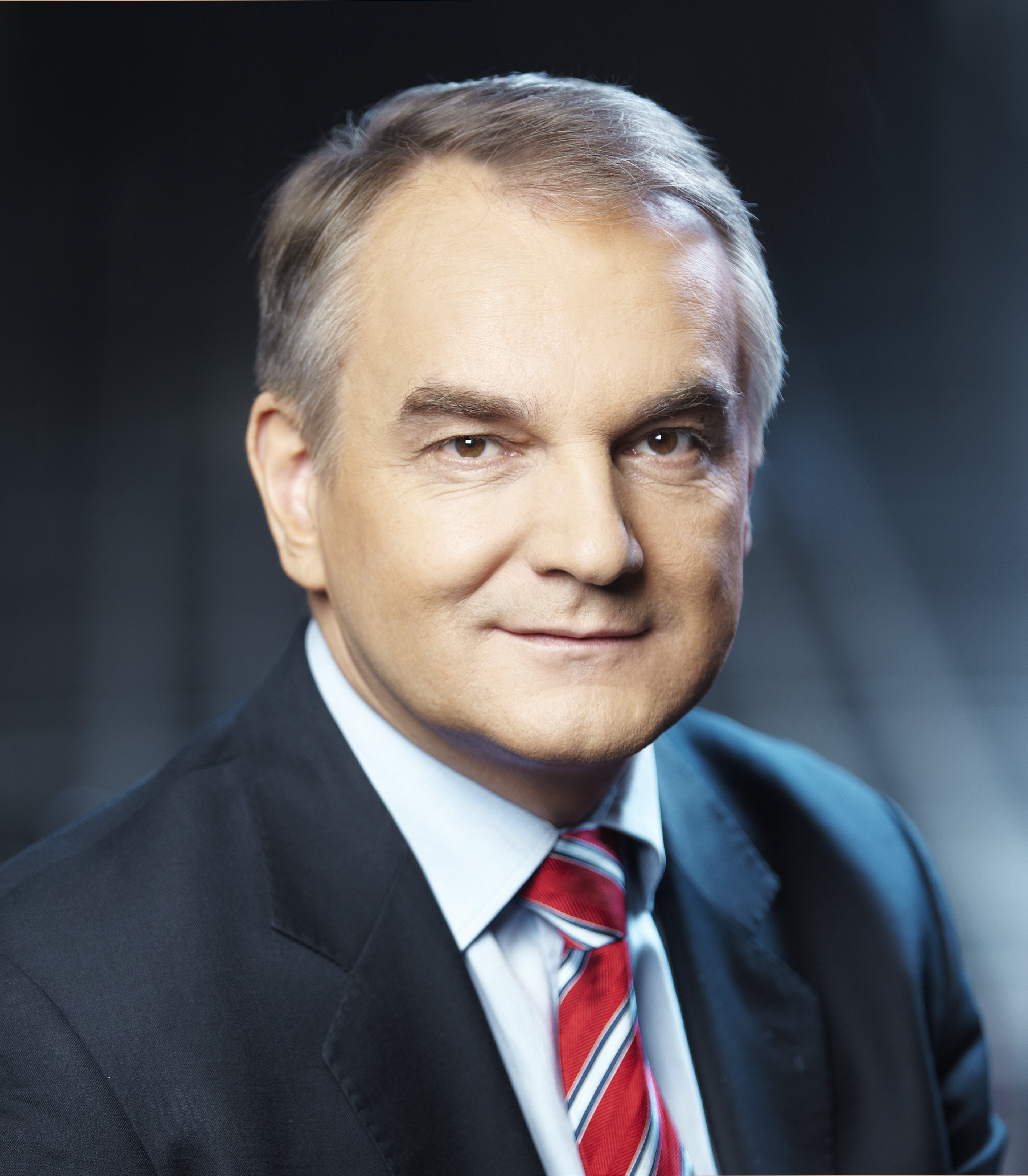
Waldemar Pawlak - Trzecia Droga
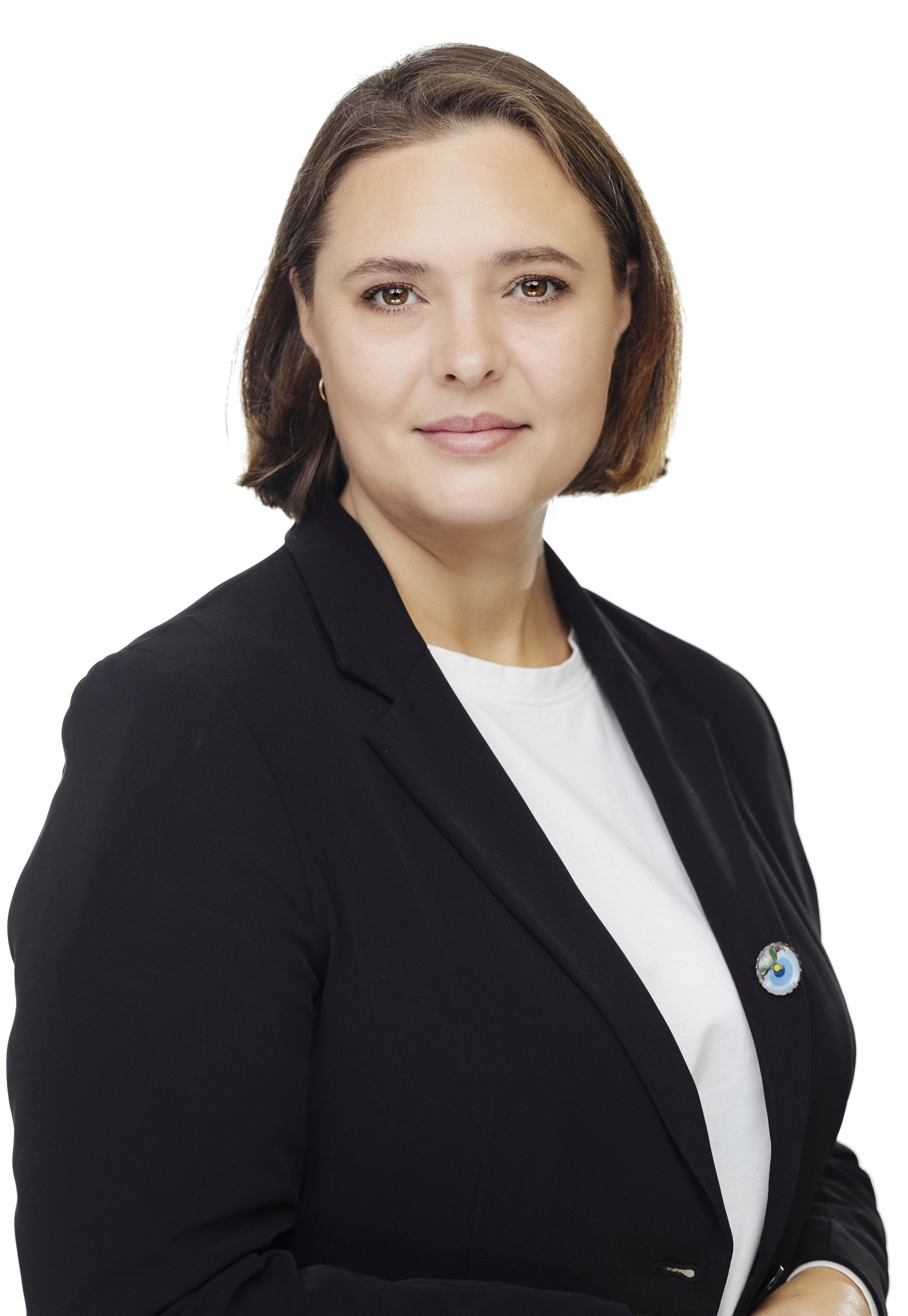
Anna Górska - Lewica
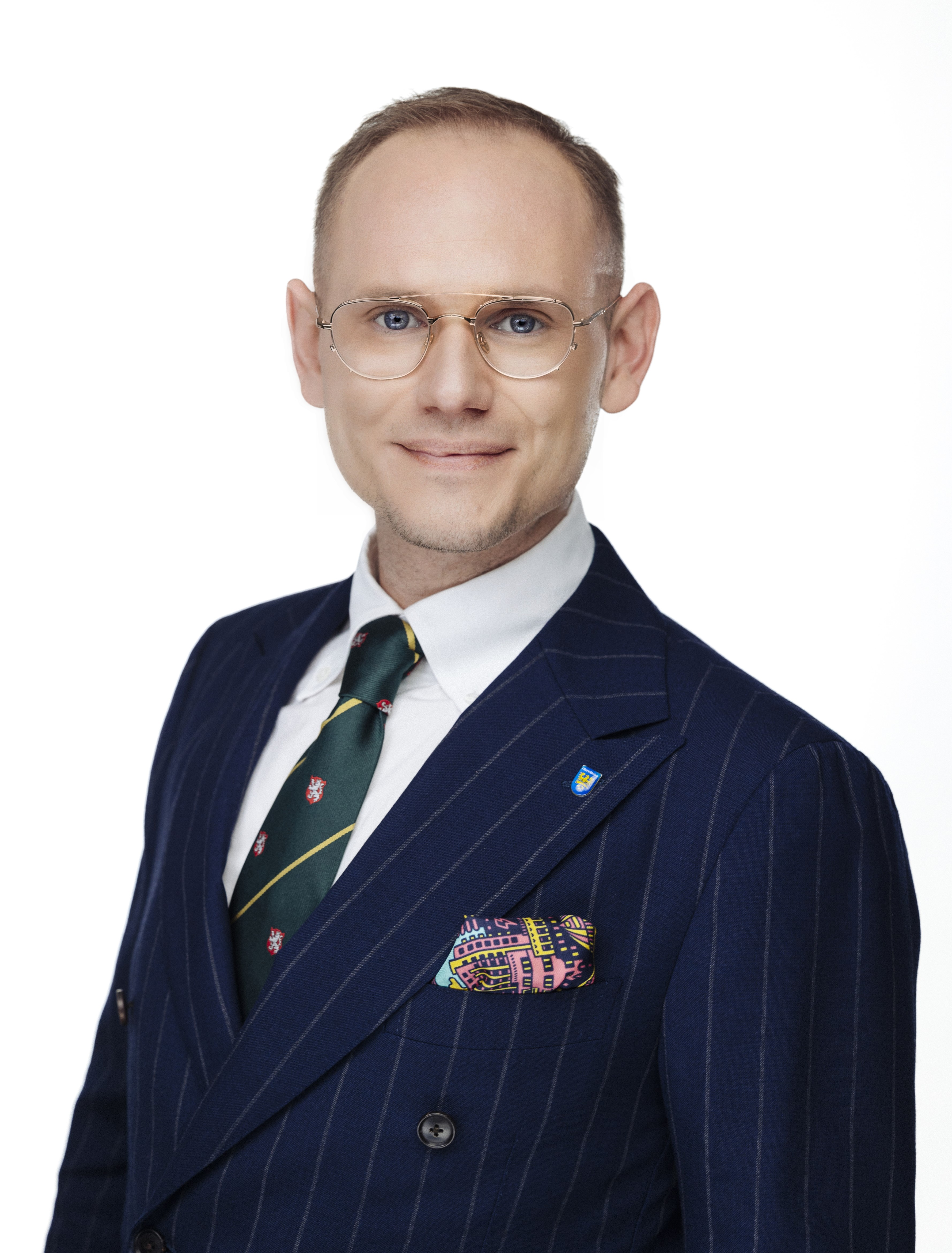
Maciej Kopiec - Lewica

## Komisje
W Senacie jest 20 komisji stałych. Oprócz nich Senat może powołać komisje nadzwyczajne.

### Komisje stałe
| Nazwa                                               | Przewodniczący        | Klub/Koło | Data powstania    | Strona |
| --------------------------------------------------- | --------------------- | --------- | ----------------- | ------ |
| Budżetu i Finansów Publicznych                      | Kazimierz Kleina      | KO        | 29 listopada 2023 | www    |
| Edukacji                                            | Waldemar Witkowski    | Lewica    | 29 listopada 2023 | www    |
| Gospodarki Narodowej i Innowacyjności               | Waldemar Pawlak       | TD        | 29 listopada 2023 | www    |
| Infrastruktury                                      | Jan Hamerski          | PiS       | 29 listopada 2023 | www    |
| Klimatu i Środowiska                                | Stanisław Gawłowski   | KO        | 29 listopada 2023 | www    |
| Kultury i Środków Przekazu                          | Jerzy Federowicz      | KO        | 29 listopada 2023 | www    |
| Nauki                                               | Kazimierz Wiatr       | PiS       | 29 listopada 2023 | www    |
| Obrony Narodowej                                    | Mirosław Różański     | TD        | 29 listopada 2023 | www    |
| Petycji                                             | Robert Mamątow        | PiS       | 29 listopada 2023 | www    |
| Praw Człowieka i Praworządności                     | Marcin Karpiński      | Lewica    | 29 listopada 2023 | www    |
| Regulaminowa, Etyki i Spraw Senatorskich            | Sławomir Rybicki      | KO        | 13 listopada 2023 | www    |
| Rodziny, Polityki Senioralnej i Społecznej          | Janina Sagatowska     | PiS       | 29 listopada 2023 | www    |
| Rolnictwa i Rozwoju Wsi                             | Ryszard Bober         | TD        | 29 listopada 2023 | www    |
| Samorządu Terytorialnego i Administracji Państwowej | Zygmunt Frankiewicz   | NiS       | 29 listopada 2023 | www    |
| Sportu                                              | Wiktor Durlak         | PiS       | 29 listopada 2023 | www    |
| Spraw Emigracji i Łączności z Polakami za Granicą   | Bogdan Borusewicz     | KO        | 29 listopada 2023 | www    |
| Spraw Unii Europejskiej                             | Tomasz Grodzki        | KO        | 29 listopada 2023 | www    |
| Spraw Zagranicznych                                 | Grzegorz Schetyna     | KO        | 29 listopada 2023 | www    |
| Ustawodawcza                                        | Krzysztof Kwiatkowski | KO        | 29 listopada 2023 | www    |
| Zdrowia                                             | Beata Małecka-Libera  | KO        | 29 listopada 2023 | www    |

## Zespoły Senackie
| Nazwa                                                                                   | Przewodniczący        | Klub/Koło | Liczba członków | Data powstania    | Strona |
| --------------------------------------------------------------------------------------- | --------------------- | --------- | --------------- | ----------------- | ------ |
| Senacki Zespół ds. Energetyki Jądrowej i Odnawialnych Źródeł Energii                    | Grzegorz Czelej       | PiS       | 9               | 29 listopada 2023 | www    |
| Senacki Zespół ds. Innowacji w Gospodarce                                               | Joanna Sekuła         | KO        | 10              | 24 stycznia 2024  | www    |
| Senacki Zespół ds. Polskiego Czerwonego Krzyża i Ruchu Honorowego Krwiodawstwa w Polsce | Artur Dunin           | KO        | 9               | 26 marca 2025     | www    |
| Senacki Zespół ds. Rozwoju Rynku Nieruchomości                                          | Joanna Sekuła         | KO        | 8               | 25 lipca 2024     | www    |
| Senacki Zespół ds. Rozwoju Województwa Śląskiego                                        | Halina Bieda          | KO        | 13              | 8 grudnia 2023    | www    |
| Senacki Zespół ds. Zrównoważonego Rozwoju                                               | Krzysztof Kwiatkowski | KO        | 9               | 24 stycznia 2024  | www    |
| Senacki Zespół Strażaków                                                                | Jan Hamerski          | PiS       | 13              | 29 listopada 2023 | www    |

## Prace Senatu
Senat obraduje na posiedzeniach zwoływanych przez Marszałka Senatu. Pełny wykaz prac senatu znajduje się tu

### Rok 2023
- 13 XI – pierwsze posiedzenie Senatu
- 13 XI – podjęcie uchwały o wyborze Marszałka Senatu: Małgorzata Kidawa-Błońska (Małgorzata Kidawa-Błońska 66 głosów, Marek Pęk 33 głosy, 50 większość bezwzględna) (www)
- 13 XI – podjęcie uchwał o wyborze wicemarszałków Senatu:
  - Magdalena Biejat (68 za, 22 przeciw, 8 wstrzymujących się, 50 większość bezwzględna) www,
  - Rafał Grupiński (83 za, 2 przeciw, 14 wstrzymujących się, 50 większość bezwzględna) www,
  - Michał Kamiński (70 za, 9 przeciw, 18 wstrzymujących się, 50 większość bezwzględna) www,
  - Maciej Żywno (70 za, 1 przeciw, 21 wstrzymujących się, 47 większość bezwzględna) www,
  - brak podjęcia uchwały o wyborze Marka Pęka na wicemarszałka Senatu (33 za, 60 przeciw, 3 wstrzymujących się, 49 większość bezwzględna) www.
- 13 XI – wybór składu osobowego Komisji Regulaminowej, Etyki i Spraw Senatorskich (www) i sekretarzy Senatu (www)
- 29 XI – wybór składów osobowych komisji senackich (www) i senatorów-członków Krajowej Rady Sądownictwa (www)
- 30 XI – przyjęcie ustawy o zmianie ustawy o ograniczeniu handlu w niedziele i święta oraz w niektóre inne dni bez poprawek (www)
- 30 XI – wyrażenie zgody na powołanie Moniki Hornę-Cieślak na stanowisko Rzecznika Praw Dziecka (www)
- 8 XII – przyjęcie ustawy o zmianie ustawy o świadczeniach opieki zdrowotnej finansowanych ze środków publicznych bez poprawek (www)
- 8 XII – przyjęcie ustawy o zmianie ustaw w celu wsparcia odbiorców energii elektrycznej, paliw gazowych i ciepła bez poprawek (www)
- 13 XII – przyjęcie ustawy o zmianie ustawy o doręczeniach elektronicznych bez poprawek (www)
- 20 XII – przyjęcie ustawy o szczególnych rozwiązaniach służących zachowaniu ważności niektórych orzeczeń o niepełnosprawności oraz orzeczeń o stopniu niepełnosprawności bez poprawek (www)
- 22 XII – przyjęcie ustawy o zmianie ustawy funkcjonowaniu górnictwa węgla kamiennego bez poprawek (www)
- 22 XII – przyjęcie ustawy o szczególnych rozwiązaniach służących realizacji ustawy budżetowej na rok 2024 bez poprawek (www)
- 22 XII – przyjęcie ustawy o zmianie ustawy o szczególnych rozwiązaniach służących realizacji ustawy budżetowej na rok 2023 bez poprawek (www)

### Rok 2024
- 17 I – przyjęcie ustawy o szczególnych rozwiązaniach służących realizacji ustawy budżetowej na rok 2024 bez poprawek (www)
- 17 I – przyjęcie ustawy o zmianie ustawy – Przepisy wprowadzające ustawę – Prawo o szkolnictwie wyższym i nauce oraz ustawy – Prawo o szkolnictwie wyższym i nauce bez poprawek (www)
- 17 I – wyrażenie zgody na powołanie Mirosława Wróblewskiego na stanowisko Prezesa Urzędu Ochrony Danych Osobowych (www)
- 24 I – przyjęcie ustawy budżetowej na rok 2024 bez poprawek (www)
- 7 II – przyjęcie ustawy o zmianie ustawy o Narodowym Centrum Badań i Rozwoju oraz ustawy – Prawo o szkolnictwie wyższym i nauce bez poprawek (www)
- 7 II – informacja dla Sejmu i Senatu RP o udziale Rzeczypospolitej Polskiej w pracach Unii Europejskiej w okresie lipiec-grudzień 2023 r. (przewodnictwo Hiszpanii w Radzie Unii Europejskiej) (www)
- 7 II – informacja o działalności Rzecznika Praw Obywatelskich oraz o stanie przestrzegania wolności i praw człowieka i obywatela w roku 2022 (www)
- 15 II – wystąpienie przewodniczącej Parlamentu Europejskiego Roberty Metsoli (www)
- 15 II – przyjęcie ustawy o zmianie ustawy pomocy obywatelom Ukrainy w związku z konfliktem zbrojnym na terytorium tego państwa, ustawy o podatku dochodowym od osób fizycznych oraz ustawy o podatku dochodowym od osób prawnych bez poprawek (www)
- 15 II – podjęcie uchwały w sprawie wniesienia do Sejmu projektu ustawy o zaopatrzeniu emerytalnym funkcjonariuszy Policji, Agencji Bezpieczeństwa Wewnętrznego, Agencji Wywiadu, Służby Kontrwywiadu Wojskowego, Służby Wywiadu Wojskowego, Centralnego Biura Antykorupcyjnego, Straży Granicznej, Straży Marszałkowskiej, Służby Ochrony Państwa, Państwowej Straży Pożarnej, Służby Celno-Skarbowej i Służby Więziennej oraz ich rodzin (www)
- 6 III – informacja o działalności Rzecznika Praw Dziecka za 2023 rok wraz z uwagami o stanie przestrzegania praw dziecka
- 6 III – przyjęcie ustawy o zmianie ustawy – Prawo farmaceutyczne bez poprawek (www)
- 6 III – przyjęcie ustawy o zmianie ustawy o Krajowej Sieci Onkologicznej bez poprawek (www)
- 20 III – wprowadzenie 2 poprawek do ustawy o zmianie ustawy – Prawo pocztowe oraz ustawy o zmianie ustawy – Prawo pocztowe (www)
- 20 III – przyjęcie ustawy o zmianie zakresu obowiązywania Traktatu o konwencjonalnych siłach zbrojnych w Europie, podpisanego w Paryżu dnia 19 listopada 1990 r. bez poprawek (www)
- 4 IV – wprowadzenie 1 poprawki do ustawy o zmianie ustawy o rachunkowości oraz niektórych innych ustaw (www)
- 4 IV – przyjęcie ustawy o zmianie ustawy – Kodeks cywilny, ustawy o kredycie konsumenckim oraz ustawy o konsumenckiej pożyczce lombardowej bez poprawek (www)
- 18 IV – przyjęcie ustawy o ratyfikacji Protokołu między Rzecząpospolitą Polską a Ukrainą o zmianie Umowy między Rzecząpospolitą Polską a Ukrainą o pomocy prawnej i stosunkach prawnych w sprawach cywilnych i karnych z dnia 24 maja 1993 r., podpisanego w Warszawie dnia 19 września 2023 r. bez poprawek (www)
- 18 IV –  wprowadzenie 2 poprawek do ustawy o zapewnianiu spełniania wymagań dostępności niektórych produktów i usług przez podmioty gospodarcze bez poprawek (www)
- 18 IV – przyjęcie ustawy o zmianie ustawy o wsparciu kredytobiorców, którzy zaciągnęli kredyt mieszkaniowy i znajdują się w trudnej sytuacji finansowej oraz ustawy o finansowaniu społecznościowym dla przedsięwzięć gospodarczych i pomocy kredytobiorcom bez poprawek (www)
- 18 IV – przyjęcie ustawy o zmianie ustawy o ochronie zdrowia przed następstwami używania tytoniu i wyrobów tytoniowych bez poprawek (www)
- 18 IV – wprowadzenie 3 poprawek do ustawy o zmianie ustawy o samorządzie gminnym oraz niektórych innych ustaw (www)
- 18 IV – przyjęcie ustawy zmieniającej ustawę o zmianie ustawy o ochronie zabytków i opiece nad zabytkami bez poprawek (www)
- 18 IV – podjęcie uchwały w sprawie wniesienia do Sejmu projektu ustawy o zmianie ustawy o świadczeniu pieniężnym z tytułu pełnienia funkcji sołtysa (www)
- 9 V – wprowadzenie 11 poprawek do ustawy o zmianie niektórych ustaw związanych z funkcjonowaniem administracji rządowej (www)
- 9 V – przyjęcie ustawy o zmianie ustawy o pomocy społecznej oraz niektórych innych ustaw bez poprawek (www)
- 9 V – przyjęcie ustawy o zmianie ustawy o wspieraniu rodziny i systemie pieczy zastępczej oraz ustawy o promocji zatrudnienia i instytucjach rynku pracy bez poprawek (www)
- 9 V – przyjęcie ustawy o zmianie ustawy o mniejszościach narodowych i etnicznych oraz o języku regionalnym oraz niektórych innych ustaw bez poprawek (www)
- 9 V – wprowadzenie 32 poprawek do ustawy o zmianie ustawy o Krajowej Radzie Sądownictwa (www)
- 9 V – brak wyrażenia zgody na pociągnięcie do odpowiedzialności karnej senatora Wojciecha Skurkiewicza za czyny określone we wniosku oskarżyciela prywatnego Bartosza Staszewskiego, reprezentowanego przez adwokata Marcina Pawelca-Jakowieckiego z dnia 7 czerwca 2023 r. (www)
- 22 V – przyjęcie ustawy o zmianie ustawy o pomocy obywatelom Ukrainy w związku z konfliktem zbrojnym na terytorium tego państwa oraz niektórych innych ustaw bez poprawek (www)
- 22 V – wprowadzenie 31 poprawek do ustawy o bonie energetycznym oraz o zmianie niektórych ustaw w celu ograniczenia cen energii elektrycznej, gazu ziemnego i ciepła systemowego (www)
- 22 V – przyjęcie ustawy zmieniającej ustawę o zmianie ustawy o podatku od towarów i usług oraz niektórych innych ustaw bez poprawek (www)
- 22 V – jawna roczna informacja Prokuratora Generalnego o łącznej liczbie osób, wobec których został skierowany wniosek o zarządzenie kontroli i utrwalania rozmów lub wniosek o zarządzenie kontroli operacyjnej (www)
- 23 V – przyjęcie ustawy o zmianie ustawy o Krajowej Administracji Skarbowej oraz niektórych innych ustaw bez poprawek (www)
- 23 V – przyjęcie ustawy o zmianie zakresu obowiązywania Umowy o utworzeniu Europejskiego Banku Odbudowy i Rozwoju, sporządzonej w Paryżu dnia 29 maja 1990 r. bez poprawek (www)
- 23 V – przyjęcie ustawy o zmianie ustawy o systemie ubezpieczeń społecznych oraz niektórych innych ustaw bez poprawek (www)
- 23 V – przyjęcie ustawy o wspieraniu rodziców w aktywności zawodowej oraz w wychowaniu dziecka - "Aktywny rodzic" bez poprawek (www)
- 23 V – przyjęcie ustawy o zmianie ustawy o zasadach prowadzenia polityki rozwoju oraz niektórych innych ustaw bez poprawek (www)
- 23 V – informacja o wynikach działalności Centralnego Biura Antykorupcyjnego w 2023 r. (www)
- 5 VI – przyjęcie ustawy o wymianie informacji podatkowych z innymi państwami oraz niektórych innych ustaw bez poprawek (www)
- 5 VI – przyjęcie ustawy o zmianie ustawy – Kodeks pracy bez poprawek (www)
- 5 VI – przyjęcie ustawy o zmianie ustawy o Planie Strategicznym dla Wspólnej Polityki Rolnej na lata 2023–2027 bez poprawek (www)
- 5 VI – wprowadzenie 5 poprawek do ustawy o ochronie sygnalistów (www)
- 5 VI – brak wyrażenia zgody na pociągnięcie do odpowiedzialności karnej senatora Wadima Tyszkiewicza za czyny określone we wniosku oskarżyciela prywatnego Łukasza Mejzy, reprezentowanego przez adwokata Huberta Kubika z dnia 14 lipca 2023 r. (www)
- 26 VI – przyjęcie ustawy o szczególnych rozwiązaniach w związku z przygotowywaniem  i sprawowaniem przez Rzeczpospolitą Polską przewodnictwa w Radzie Unii Europejskiej w I połowie 2025 roku bez poprawek (www)
- 26 VI – przyjęcie ustawy o zmianie ustawy – Kodeks wyborczy bez poprawek (www)
- 26 VI – odrzucenie informacji Rady Mediów Narodowych o jej działalności w 2023 roku (www)
- 26 VI – odrzucenie sprawozdania Krajowej Rady Radiofonii i Telewizji z działalności w 2023 roku (www)
- 26 VI – sprawozdanie z działalności Rady Dialogu Społecznego w 2023 roku (www)
- 4 VII – przemówienie Marszałek Senatu Małgorzaty Kidawy-Błońskiej oraz zaproszonych gości
- 10 VII – przyjęcie ustawy o zmianie ustawy o finansach publicznych oraz niektórych innych ustaw bez poprawek (www)
- 10 VII – przyjęcie ustawy o zmianie ustawy o zapewnianiu dostępności osobom ze szczególnymi potrzebami, ustawy o dokumentach publicznych oraz ustawy o pomocy państwa w oszczędzaniu na cele mieszkaniowe bez poprawek (www)
- 10 VII – przyjęcie ustawy o ratyfikacji Umowy o partnerstwie między Unią Europejską i jej państwami członkowskimi, z jednej strony, a członkami Organizacji Państw Afryki, Karaibów i Pacyfiku, z drugiej strony, sporządzonej w Apii dnia 15 listopada 2023 r. bez poprawek (www)
- 10 VII – przyjęcie ustawy o ratyfikacji Zaawansowanej umowy ramowej między Unią Europejską i jej państwami członkowskimi, z jednej strony, a Republiką Chile, z drugiej strony, sporządzonej w Brukseli dnia 13 grudnia 2023 r. bez poprawek (www)
- 10 VII – przyjęcie ustawy o ratyfikacji Umowy między Rządem Rzeczypospolitej Polskiej a Organizacją Narodów Zjednoczonych w sprawie utworzenia Przedstawicielstwa Biura Narodów Zjednoczonych do spraw Obsługi Projektów w Warszawie, podpisanej w Nowym Jorku dnia 21 września 2023 r. bez poprawek (www)
- 10 VII – sprawozdanie Komisji Petycji z rozpatrzonych w 2023 roku petycji (www)
- 24 VII – wprowadzenie 22 poprawek do ustawy o zmianie ustawy o prawie autorskim i prawach pokrewnych, ustawy o ochronie baz danych oraz ustawy o zbiorowym zarządzaniu prawami autorskimi i prawami pokrewnymi (www)
- 24 VII – wprowadzenie 1 poprawki do ustawy o zmianie ustawy – Kodeks karny oraz niektórych innych ustaw (www)
- 25 VII – wprowadzenie 8 poprawek do ustawy o zmianie niektórych ustaw w celu usprawnienia działań Sił Zbrojnych Rzeczypospolitej Polskiej, Policji oraz Straży Granicznej na wypadek zagrożenia bezpieczeństwa państwa (www)
- 25 VII – przyjęcie ustawy – Prawo komunikacji elektronicznej bez poprawek (www)
- 25 VII – przyjęcie ustawy – Przepisy wprowadzające ustawę – Prawo komunikacji elektronicznej bez poprawek (www)
- 25 VII – przyjęcie ustawy o ratyfikacji Porozumienia między Rządem Rzeczypospolitej Polskiej a Rządem Królestwa Norwegii o zakończeniu obowiązywania Umowy między Rządem Rzeczypospolitej Polskiej a Rządem Królestwa Norwegii w sprawie popierania i wzajemnej ochrony inwestycji, podpisanej w Warszawie dnia 5 czerwca 1990 r., zawartego dnia 27 czerwca 2023 r. i 18 lipca 2023 r. bez poprawek (www)
- 25 VII – informacja o działalności Instytutu Pamięci Narodowej – Komisji Ścigania Zbrodni przeciwko Narodowi Polskiemu oraz Muzeum Żołnierzy Wyklętych i Więźniów Politycznych PRL w okresie od 1 stycznia 2023 r. do 31 grudnia 2023 r.
- 25 VII – przyjęcie ustawy o zmianie ustawy o dochodzeniu roszczeń w postępowaniu grupowym oraz niektórych innych ustaw bez poprawek (www)
- 25 VII – wprowadzenie 1 poprawki do ustawy o zmianie ustawy o gospodarowaniu nieruchomościami rolnymi Skarbu Państwa oraz ustawy o wstrzymaniu sprzedaży nieruchomości Zasobu Własności Rolnej Skarbu Państwa oraz o zmianie niektórych ustaw (www)
- 25 VII – przyjęcie ustawy o zmianie ustawy o świadczeniu pieniężnym z tytułu pełnienia funkcji sołtysa oraz ustawy o świadczeniu uzupełniającym dla osób niezdolnych do samodzielnej egzystencji bez poprawek (www)
- 25 VII – przyjęcie ustawy o zmianie ustawy o sporcie bez poprawek (www)
- 25 VII – przyjęcie ustawy o zmianie ustawy o rehabilitacji zawodowej i społecznej oraz zatrudnianiu osób niepełnosprawnych bez poprawek (www)
- 25 VII – przyjęcie ustawy o zmianie ustawy o dokumentach publicznych bez poprawek (www)
- 25 VII – przyjęcie ustawy o zmianie ustawy o publicznej służbie krwi bez poprawek (www)
- 31 VII – wprowadzenie 66 poprawek do ustawy o Trybunale Konstytucyjnym (www)
- 31 VII – wprowadzenie 2 poprawek do ustawy – Przepisy wprowadzające ustawę o Trybunale Konstytucyjnym (www)
- 31 VII – przyjęcie ustawy o uchyleniu ustawy o Państwowej Komisji do spraw badania wpływów rosyjskich na bezpieczeństwo wewnętrzne Rzeczypospolitej Polskiej w latach 2007-2022 bez poprawek (www)
- 31 VII – przyjęcie ustawy o zmianie ustawy o emeryturach i rentach z Funduszu Ubezpieczeń Społecznych oraz niektórych innych ustaw bez poprawek (www)
- 25 IX – przyjęcie ustawy o zmianie ustawy o ubezpieczeniach obowiązkowych, Ubezpieczeniowym Funduszu Gwarancyjnym i Polskim Biurze Ubezpieczycieli Komunikacyjnych oraz ustawy o działalności ubezpieczeniowej i reasekuracyjnej bez poprawek (www)
- 25 IX – informacja z działalności Krajowej Rady Sądownictwa w 2023 roku
- 25 IX – informacja dla Sejmu i Senatu RP o udziale Rzeczypospolitej Polskiej w pracach Unii Europejskiej w okresie styczeń – czerwiec 2024 r. (przewodnictwo Belgii w Radzie Unii Europejskiej)
- 3 X – przyjęcie ustawy o zmianie ustawy o szczególnych rozwiązaniach związanych z usuwaniem skutków powodzi oraz niektórych innych ustaw bez poprawek (www)
- 3 X – przyjęcie ustawy o zmianie ustawy o rehabilitacji zawodowej i społecznej oraz zatrudnianiu osób niepełnosprawnych bez poprawek (www)
- 9 X – wprowadzenie 2 poprawek do ustawy o zmianie ustawy o podatku dochodowym od osób fizycznych oraz niektórych innych ustaw (www)
- 9 X – przyjęcie ustawy o zmianie ustawy o delegowaniu kierowców w transporcie drogowym oraz niektórych innych ustaw bez poprawek (www)
- 9 X – przyjęcie ustawy o zmianie ustawy o działalności lobbingowej w procesie stanowienia prawa bez poprawek (www)
- 9 X – wprowadzenie 1 poprawki do ustawy o kołach gospodyń wiejskich oraz ustawy o społeczno‑zawodowych organizacjach rolników (www)
- 10 X – przyjęcie ustawy o dochodach jednostek samorządu terytorialnego bez poprawek (www)
- 10 X – przyjęcie ustawy o zmianie niektórych ustaw w związku z utworzeniem oddziałów o profilu mundurowym oraz ułatwieniem powrotu do służby w Policji i Straży Granicznej bez poprawek (www)
- 10 X – przyjęcie ustawy o zmianie niektórych ustaw w celu wsparcia przedsiębiorców zatrudniających żołnierzy Obrony Terytorialnej lub żołnierzy Aktywnej Rezerwy bez poprawek (www)
- 10 X – przyjęcie ustawy o zmianie ustawy o rencie socjalnej oraz niektórych innych ustaw bez poprawek (www)
- 10 X – wprowadzenie 2 poprawek do ustawy o udostępnianiu informacji gospodarczych i wymianie danych gospodarczych (www)
- 10 X – przyjęcie ustawy o zmianie ustawy o paszach bez poprawek (www)
- 10 X – przyjęcie ustawy o ratyfikacji Międzynarodowej Konwencji w sprawie ochrony wszystkich osób przed wymuszonym zaginięciem, przyjętej w Nowym Jorku dnia 20 grudnia 2006 r. bez poprawek (www)
- 10 X – informacja o działalności Rzecznika Praw Obywatelskich w 2023 roku wraz z uwagami o stanie przestrzegania wolności i praw człowieka i obywatela
- 30 X – przyjęcie ustawy o zmianie ustawy o rozwoju lokalnym z udziałem lokalnej społeczności bez poprawek (www)
- 30 X – przyjęcie ustawy o zmianie ustawy o ochronie przeciwpożarowej oraz ustawy o ochotniczych strażach pożarnych bez poprawek (www)
- 30 X – przyjęcie ustawy o zmianie niektórych ustaw związanych z udzielaniem pomocy de minimis bez poprawek (www)
- 30 X – przyjęcie ustawy o świadczeniu honorowym z tytułu ukończenia 100 lat życia bez poprawek (www)
- 30 X – wprowadzenie 5 poprawek do ustawy o zmianie ustawy o podatku od towarów i usług oraz niektórych innych ustaw (www)
- 30 X – przyjęcie ustawy o zmianie ustawy o podatku akcyzowym bez poprawek (www)
- 30 X – informacja Ministra Spraw Zagranicznych na temat polityki polonijnej
- 7 XI – przyjęcie ustawy o zmianie ustawy o działaniach antyterrorystycznych i ustawy o Agencji Bezpieczeństwa Wewnętrznego oraz Agencji Wywiadu bez poprawek (www)
- 7 XI – przyjęcie ustawy o udziale Rzeczypospolitej Polskiej w Systemie Wjazdu/Wyjazdu bez poprawek (www)
- 7 XI – przyjęcie ustawy o opodatkowaniu wyrównawczym jednostek składowych grup międzynarodowych i krajowych bez poprawek (www)
- 20 XI – przyjęcie ustawy o zmianie ustawy o służbie zagranicznej oraz ustawy o ograniczeniu prowadzenia działalności gospodarczej przez osoby pełniące funkcje publiczne bez poprawek (www)
- 20 XI – przyjęcie ustawy o ratyfikacji Protokołu między Rządem Rzeczypospolitej Polskiej a Organizacją Bezpieczeństwa i Współpracy w Europie zmieniającego Porozumienie między Rządem Rzeczypospolitej Polskiej a Organizacją Bezpieczeństwa i Współpracy w Europie w sprawie statusu Organizacji Bezpieczeństwa i Współpracy w Europie w Rzeczypospolitej Polskiej, podpisane w Warszawie dnia 28 czerwca 2017 r., podpisanego w Warszawie dnia 5 lipca 2024 r. bez poprawek (www)
- 20 XI – wprowadzenie 42 poprawek do ustawy o zmianie ustawy o Centrum Medycznym Kształcenia Podyplomowego oraz niektórych innych ustaw (www)
- 20 XI – wprowadzenie 7 poprawek do ustawy o zmianie ustawy o odnawialnych źródłach energii oraz niektórych innych ustaw (www)
- 21 XI – przyjęcie ustawy o zmianie ustawy budżetowej na rok 2024 bez poprawek (www)
- 21 XI – przyjęcie ustawy o zmianie ustawy o szczególnych rozwiązaniach służących realizacji ustawy budżetowej na rok 2024 bez poprawek (www)
- 21 XI – przyjęcie ustawy o zmianie ustawy o finansach publicznych oraz niektórych innych ustaw bez poprawek (www)
- 21 XI – przyjęcie ustawy zmieniającej ustawę o zmianie niektórych ustaw wspierających rozwój mieszkalnictwa bez poprawek (www)
- 21 XI – przyjęcie ustawy o zmianie ustawy o działalności pożytku publicznego i o wolontariacie oraz ustawy o kołach gospodyń wiejskich bez poprawek (www)
- 21 XI – wprowadzenie 22 poprawek do ustawy o ochronie ludności i obronie cywilnej (www)
- 21 XI – przyjęcie ustawy o zmianie nazwy Akademii Wychowania Fizycznego im. Bronisława Czecha w Krakowie bez poprawek (www)
- 21 XI – przyjęcie ustawy o likwidacji Fundacji Platforma Przemysłu Przyszłości bez poprawek (www)
- 21 XI – przyjęcie ustawy o zmianie ustawy o podatku rolnym, ustawy o podatkach i opłatach lokalnych oraz ustawy o opłacie skarbowej bez poprawek (www)
- 21 XI – informacja o działalności Rady Dialogu Społecznego za okres przewodnictwa strony rządowej – 2023/2024
- 22 XI – przyjęcie ustawy o zmianie ustawy o szczególnych rozwiązaniach związanych z usuwaniem skutków powodzi oraz niektórych innych ustaw bez poprawek (www)
- 4 XII – przyjęcie ustawy o zmianie ustawy o środkach nadzwyczajnych mających na celu ograniczenie wysokości cen energii elektrycznej oraz wsparciu niektórych odbiorców w 2023 roku oraz w 2024 roku oraz niektórych innych ustaw bez poprawek (www)
- 4 XII – przyjęcie ustawy o finansowaniu działań zmierzających do zwiększenia zdolności produkcji amunicji bez poprawek (www)
- 4 XII – wprowadzenie 3 poprawek do ustawy o zmianie ustawy o świadczeniach opieki zdrowotnej finansowanych ze środków publicznych (www)
- 4 XII – przyjęcie ustawy o szczególnych rozwiązaniach służących realizacji ustawy budżetowej na rok 2025 bez poprawek (www)
- 4 XII – wprowadzenie 32 poprawek do ustawy o zmianie ustawy o rachunkowości, ustawy o biegłych rewidentach, firmach audytorskich oraz nadzorze publicznym oraz niektórych innych ustaw (www)
- 4 XII – wprowadzenie 7 poprawek do ustawy o zmianie ustawy o gospodarce opakowaniami i odpadami opakowaniowymi oraz niektórych innych ustaw (www)
- 4 XII – przyjęcie ustawy o zmianie ustawy o odpadach oraz ustawy o zmianie ustawy o odpadach oraz niektórych innych ustaw bez poprawek (www)
- 4 XII – wprowadzenie 2 poprawek do ustawy o zmianie ustawy o odpadach oraz niektórych innych ustaw (www)
- 4 XII – przyjęcie ustawy o zmianie ustawy o elektromobilności i paliwach alternatywnych oraz niektórych innych ustaw bez poprawek (www)
- 4 XII – przyjęcie ustawy o zmianie ustawy o promowaniu wytwarzania energii elektrycznej w morskich farmach wiatrowych bez poprawek (www)
- 4 XII – przyjęcie ustawy o zmianie ustawy – Prawo energetyczne oraz niektórych innych ustaw bez poprawek (www)
- 4 XII – przyjęcie ustawy o zmianie ustawy – Prawo ochrony środowiska oraz niektórych innych ustaw bez poprawek (www)
- 4 XII – przyjęcie ustawy o zmianie ustawy o doręczeniach elektronicznych bez poprawek (www)
- 5 XII – przyjęcie ustawy o zmianie ustawy o sporcie oraz niektórych innych ustaw bez poprawek (www)
- 5 XII – przyjęcie ustawy o zmianie ustawy – Prawo geodezyjne i kartograficzne oraz ustawy o zmianie ustawy o planowaniu i zagospodarowaniu przestrzennym oraz niektórych innych ustaw bez poprawek (www)
- 5 XII – przyjęcie ustawy o zmianie ustawy o ubezpieczeniach upraw rolnych i zwierząt gospodarskich bez poprawek (www)
- 5 XII – wprowadzenie 2 poprawek do ustawy o zmianie ustawy o dniach wolnych od pracy oraz niektórych innych ustaw (www)
- 5 XII – wprowadzenie 2 poprawek do ustawy o zmianie ustawy – Kodeks pracy oraz niektórych innych ustaw (www)
- 5 XII – przyjęcie ustawy o zmianie ustawy o pomocy osobom uprawnionym do alimentów bez poprawek (www)
- 5 XII – przyjęcie ustawy o zmianie ustawy o systemie oświaty oraz niektórych innych ustaw bez poprawek (www)
- 5 XII – przyjęcie ustawy o zmianie ustawy o transporcie drogowym bez poprawek (www)
- 18 XII – wprowadzenie 16 poprawek do ustawy o Radzie Fiskalnej (www)
- 18 XII – przyjęcie ustawy o zmianie ustawy o rehabilitacji zawodowej i społecznej oraz zatrudnianiu osób niepełnosprawnych bez poprawek (www)
- 18 XII – przyjęcie ustawy zmieniającej ustawę o zmianie ustawy o prawie autorskim i prawach pokrewnych oraz ustawy o grach hazardowych bez poprawek (www)
- 18 XII – przyjęcie ustawy o zmianie ustawy o Funduszu Ochrony Rolnictwa oraz niektórych innych ustaw bez poprawek (www)
- 18 XII – przyjęcie ustawy o zmianie ustawy o sporcie bez poprawek (www)
- 18 XII – wprowadzenie 6 poprawek do ustawy o zmianie ustawy o świadczeniach opieki zdrowotnej finansowanych ze środków publicznych oraz niektórych innych ustaw (www)
- 18 XII – przyjęcie ustawy o zmianie ustawy – Prawo lotnicze bez poprawek (www)
- 18 XII – przyjęcie ustawy o wypowiedzeniu Porozumienia o utworzeniu międzynarodowego systemu i organizacji łączności kosmicznej "Intersputnik", sporządzonego w Moskwie dnia 15 listopada 1971 r., zmienionego Protokołem o wprowadzeniu zmian do Porozumienia sporządzonego w Moskwie dnia 15 listopada 1971 r. o utworzeniu międzynarodowego systemu i organizacji łączności kosmicznej "Intersputnik", przyjętym podczas XXV Jubileuszowej Sesji Rady INTERSPUTNIK w Moskwie dnia 30 listopada 1996 r. bez poprawek (www)
- 18 XII – przyjęcie ustawy o wypowiedzeniu Porozumienia o zdolności prawnej, przywilejach i immunitetach Międzynarodowej Organizacji Łączności Kosmicznej "Intersputnik", sporządzonego w Berlinie dnia 20 września 1976 r. bez poprawek (www)
- 18 XII – przyjęcie ustawy o ratyfikacji Porozumienia w sprawie Środkowoeuropejskiego Programu Wymiany Uniwersyteckiej ("CEEPUS IV"), podpisanego w Warszawie dnia 20 września 2023 r. bez poprawek (www)
- 19 XII – wprowadzenie 28 poprawek do ustawy budżetowej na rok 2025 (www)
- 19 XII – przyjęcie ustawy o zmianie niektórych ustaw w celu dostosowania do nomenklatury scalonej bez poprawek (www)

### Rok 2025
- 8 I – przyjęcie ustawy o podmiotach obsługujących kredyty i nabywcach kredytów bez poprawek (www)
- 8 I – wprowadzenie 7 poprawek do ustawy o zmianie ustawy – Prawo lotnicze oraz niektórych innych ustaw (www)
- 8 I – podjęcie uchwały w sprawie wniesienia do Sejmu projektu ustawy o zmianie ustawy o zagospodarowaniu wspólnot gruntowych (www)
- 22 I – program Polskiej Prezydencji w Radzie Unii Europejskiej (1 stycznia - 30 czerwca 2025 r.)
- 22 I – wprowadzenie 20 poprawek do ustawy o zmianie ustawy o rynku mocy (www)
- 22 I – przyjęcie ustawy o ustanowieniu Narodowego Dnia Pamięci Żołnierzy Armii Krajowej bez poprawek (www)
- 22 I – przyjęcie ustawy o zmianie ustawy o szczególnych rozwiązaniach w zakresie przeciwdziałania wspieraniu agresji na Ukrainę oraz służących ochronie bezpieczeństwa narodowego, ustawy o Krajowej Administracji Skarbowej oraz ustawy o przeciwdziałaniu praniu pieniędzy oraz finansowaniu terroryzmu bez poprawek (www)
- 12 II – przyjęcie ustawy o szczególnych rozwiązaniach w zakresie rozpoznawania przez Sąd Najwyższy spraw związanych z wyborami Prezydenta Rzeczypospolitej Polskiej oraz wyborami uzupełniającymi do Senatu Rzeczypospolitej Polskiej zarządzonymi w 2025 r. bez poprawek (www)
- 12 II – wprowadzenie 2 poprawek do ustawy o zmianie ustawy o wykonywaniu mandatu posła i senatora (www)
- 12 II – przyjęcie ustawy o zmianie niektórych ustaw w związku z przystąpieniem Rzeczypospolitej Polskiej do wzmocnionej współpracy w zakresie Prokuratury Europejskiej bez poprawek (www)
- 12 II – przyjęcie ustawy o zmianie ustawy o Służbie Więziennej bez poprawek (www)
- 12 II – przyjęcie ustawy o zmianie ustawy o podatku od towarów i usług, ustawy o podatku akcyzowym oraz niektórych innych ustaw bez poprawek (www)
- 12 II – przyjęcie ustawy zmieniającej ustawę – Prawo wodne oraz ustawę o zmianie ustawy – Prawo wodne oraz niektórych innych ustaw bez poprawek (www)
- 12 II – wprowadzenie 4 poprawek do ustawy o zmianie ustawy o biokomponentach i biopaliwach ciekłych oraz niektórych innych ustaw (www)
- 27 II – wprowadzenie poprawki do ustawy o zmianie ustawy – Prawo lotnicze (www)
- 27 II – przyjęcie ustawy o zmianie ustawy o znakach Sił Zbrojnych Rzeczypospolitej Polskiej bez poprawek (www)
- 27 II – przyjęcie ustawy o zmianie ustawy o podatku akcyzowym, ustawy o zdrowiu publicznym oraz niektórych innych ustaw bez poprawek (www)
- 27 II – przyjęcie ustawy o zmianie ustawy o Planie Strategicznym dla Wspólnej Polityki Rolnej na lata 2023-2027 oraz niektórych innych ustaw bez poprawek (www)
- 27 II – przyjęcie ustawy o zmianie ustawy o funduszach promocji produktów rolno-spożywczych bez poprawek (www)
- 27 II – przyjęcie ustawy o zmianie ustawy o rynku mocy oraz niektórych innych ustaw bez poprawek (www)
- 12 III – informacja Ministra Spraw Zagranicznych na temat organizacji wyborów Prezydenta Rzeczypospolitej Polskiej w 2025 roku za granicą
- 13 III – przyjęcie ustawy o zmianie ustawy o ochronie zdrowia przed następstwami używania tytoniu i wyrobów tytoniowych bez poprawek (www)
- 13 III – przyjęcie ustawy o zmianie ustawy o przygotowaniu i realizacji inwestycji w zakresie obiektów energetyki jądrowej oraz inwestycji towarzyszących oraz ustawy o wpłatach z zysku przez jednoosobowe spółki Skarbu Państwa bez poprawek (www)
- 13 III – przyjęcie ustawy o zmianie ustawy o udzielaniu cudzoziemcom ochrony na terytorium Rzeczypospolitej Polskiej bez poprawek (www)
- 13 III – wprowadzenie 46 poprawek do ustawy o warunkach dopuszczalności powierzania pracy cudzoziemcom na terytorium Rzeczypospolitej Polskiej (www)
- 13 III – wprowadzenie 104 poprawki do ustawy o rynku pracy i służbach zatrudnienia (www)
- 13 III – wprowadzenie 6 poprawek do ustawy o zmianie ustawy – Ordynacja podatkowa oraz niektórych innych ustaw (www)
- 13 III – wprowadzenie poprawki do ustawy zmieniającej ustawę o zmianie ustawy o finansowym wsparciu tworzenia lokali socjalnych, mieszkań chronionych, noclegowni i domów dla bezdomnych, ustawy o ochronie praw lokatorów, mieszkaniowym zasobie gminy i o zmianie Kodeksu cywilnego oraz niektórych innych ustaw (www)
- 13 III – wprowadzenie 6 poprawek do ustawy o zmianie ustawy o obszarach morskich Rzeczypospolitej Polskiej i administracji morskiej oraz ustawy o inwestycjach w zakresie budowy portów zewnętrznych (www)
- 13 III – przyjęcie ustawy o unijnej sieci danych dotyczących poziomu zrównoważenia gospodarstw rolnych (FSDN) bez poprawek (www)
- 13 III – przyjęcie ustawy o zmianie ustawy o systemie instytucji rozwoju bez poprawek (www)
- 13 III – podjęcie uchwały w sprawie wniesienia do Sejmu projektu ustawy o zmianie ustawy o emeryturach i rentach z Funduszu Ubezpieczeń Społecznych oraz ustawy o emeryturach pomostowych (www)
- 13 III – podjęcie uchwały w sprawie wniesienia do Sejmu projektu ustawy o zmianie ustawy o skardze na naruszenie prawa strony do rozpoznania sprawy w postępowaniu przygotowawczym prowadzonym lub nadzorowanym przez prokuratora i postępowaniu sądowym bez nieuzasadnionej zwłoki (www)
- 26 III – informacja Rady Ministrów na temat planowanych działań wdrażających deregulację w szczególności w zakresie warunków prowadzenia działalności gospodarczej
- 26 III – przyjęcie ustawy o zmianie ustawy – Kodeks karny bez poprawek (www)
- 26 III – przyjęcie ustawy o zmianie ustawy – Prawo o notariacie bez poprawek (www)
- 26 III – przyjęcie ustawy o zmianie ustawy – Prawo o ustroju sądów powszechnych oraz ustawy – Prawo o ustroju sądów wojskowych bez poprawek (www)
- 26 III – informacja dla Sejmu i Senatu RP o udziale Rzeczypospolitej Polskiej w pracach Unii Europejskiej w okresie lipiec - grudzień 2024 r. (przewodnictwo Węgier w Radzie Unii Europejskiej)
- 9 IV – przyjęcie ustawy o zmianie ustawy o współpracy rozwojowej oraz niektórych innych ustaw bez poprawek (www)
- 9 IV – wprowadzenie 7 poprawek do ustawy o zmianie ustawy o Państwowym Ratownictwie Medycznym oraz niektórych innych ustaw (www)
- 9 IV – przyjęcie ustawy o zmianie ustawy o zawodzie lekarza weterynarii i izbach lekarsko-weterynaryjnych bez poprawek (www)
- 9 IV – przyjęcie ustawy o ratyfikacji Poprawek do Konwencji o pracy na morzu, przyjętej w Genewie dnia 23 lutego 2006 r., zatwierdzonych przez Międzynarodową Konferencję Pracy w Genewie w dniu 6 czerwca 2022 r. bez poprawek (www)
- 9 IV – wprowadzenie 2 poprawek do ustawy o zmianie ustawy o cudzoziemcach oraz niektórych innych ustaw (www)
- 9 IV – przyjęcie ustawy o zmianie ustawy o planowaniu i zagospodarowaniu przestrzennym oraz niektórych innych ustaw bez poprawek (www)
- 9 IV – przyjęcie ustawy zmieniającej ustawę o zmianie ustawy o ochronie zabytków i opiece nad zabytkami bez poprawek (www)
- 9 IV – przyjęcie ustawy o zmianie ustawy o Narodowym Instytucie Wolności – Centrum Rozwoju Społeczeństwa Obywatelskiego bez poprawek (www)
- 23 IV – przyjęcie ustawy o zmianie niektórych ustaw w celu wyeliminowania nieprawidłowości w systemie wizowym Rzeczypospolitej Polskiej bez poprawek (www)
- 23 IV – przyjęcie ustawy o zmianie ustawy o Narodowym Centrum Nauki bez poprawek (www)
- 23 IV – przyjęcie ustawy o zmianie ustawy o Agencji Mienia Wojskowego bez poprawek (www)
- 23 IV – przyjęcie ustawy o zmianie ustawy o świadczeniach opieki zdrowotnej finansowanych ze środków publicznych oraz niektórych innych ustaw bez poprawek (www)
- 23 IV – przyjęcie ustawy o zmianie ustawy o zagospodarowaniu wspólnot gruntowych bez poprawek (www)
- 23 IV – przyjęcie ustawy o zmianie ustawy o drogach publicznych bez poprawek (www)
- 24 IV – przyjęcie ustawy o zmianie ustawy o szczególnych rozwiązaniach służących ochronie odbiorców energii elektrycznej w 2023 roku oraz w 2024 roku w związku z sytuacją na rynku energii elektrycznej bez poprawek (www)
- 14 V – wprowadzenie 35 poprawek do ustawy o zmianie niektórych ustaw w celu deregulacji prawa gospodarczego i administracyjnego oraz doskonalenia zasad opracowywania prawa gospodarczego (www)
- 14 V – wprowadzenie 8 poprawek do ustawy o zmianie ustawy o ochronie praw nabywcy lokalu mieszkalnego lub domu jednorodzinnego oraz Deweloperskim Funduszu Gwarancyjnym (www)
- 14 V – przyjęcie ustawy o zmianie ustawy o szczególnych rozwiązaniach związanych z usuwaniem skutków powodzi oraz niektórych innych ustaw bez poprawek (www)
- 14 V – przyjęcie ustawy o zmianie ustawy o emeryturach i rentach z Funduszu Ubezpieczeń Społecznych oraz niektórych innych ustaw bez poprawek (www)
- 28 V – przyjęcie ustawy o zmianie niektórych ustaw w celu zapewnienia stosowania przepisów prawa Unii Europejskiej poprawiających funkcjonowanie rynku wewnętrznego bez poprawek (www)
- 28 V – przyjęcie ustawy o zmianie niektórych ustaw w związku z wprowadzaniem centralnego systemu informacji rynku energii i innych ustaw bez poprawek (www)
- 28 V – wprowadzenie 10 poprawek do ustawy o Krajowej Sieci Kardiologicznej (www)
- 28 V – wprowadzenie poprawki do ustawy o zmianie ustawy – Kodeks pracy (www)
- 28 V – przyjęcie ustawy o zmianie ustawy o Służbie Więziennej oraz niektórych innych ustaw bez poprawek (www)
- 11 VI – przyjęcie ustawy o zmianie ustawy o ochronie przyrody bez poprawek (www)
- 11 VI – przyjęcie ustawy o zmianie ustawy o ochronie zdrowia przed następstwami używania tytoniu i wyrobów tytoniowych bez poprawek (www)
- 11 VI – przyjęcie ustawy o ustanowieniu 11 lipca Narodowym Dniem Pamięci o Polakach – Ofiarach Ludobójstwa dokonanego przez OUN i UPA na ziemiach wschodnich II Rzeczypospolitej Polskiej bez poprawek (www)
- 11 VI – wprowadzenie poprawki do ustawy o zmianie ustawy o repatriacji oraz niektórych innych ustaw (www)
- 24 VI – wprowadzenie 4 poprawek do ustawy o zmianie ustawy o aplikacji mObywatel oraz niektórych innych ustaw (www)
- 24 VI – przyjęcie ustawy o zmianie ustawy o ochotniczych strażach pożarnych bez poprawek (www)
- 24 VI – przyjęcie ustawy o zmianie ustawy – Prawo farmaceutyczne bez poprawek (www)
- 24 VI – przyjęcie ustawy o zmianie ustawy – Prawo farmaceutyczne bez poprawek (www)
- 24 VI – przyjęcie ustawy o zmianie ustawy o Krajowej Administracji Skarbowej oraz ustawy o podatku od towarów i usług bez poprawek (www)
- 24 VI – przyjęcie ustawy o zmianie ustawy o podatku od towarów i usług bez poprawek (www)
- 24 VI – przyjęcie ustawy o zmianie ustawy o obrocie instrumentami finansowymi bez poprawek (www)
- 24 VI – przyjęcie ustawy o zmianie ustawy o funduszach inwestycyjnych i zarządzaniu alternatywnymi funduszami inwestycyjnymi bez poprawek (www)
- 24 VI – przyjęcie ustawy o zmianie ustawy – Kodeks rodzinny i opiekuńczy bez poprawek (www)
- 17 VII – przyjęcie ustawy o zmianie ustawy o obronie Ojczyzny oraz niektórych innych ustaw bez poprawek (www)
- 17 VII – przyjęcie ustawy o wypowiedzeniu Konwencji o zakazie użycia, składowania, produkcji i przekazywania min przeciwpiechotnych oraz o ich zniszczeniu, sporządzonej w Oslo dnia 18 września 1997 r. bez poprawek (www)
- 17 VII – wprowadzenie 27 poprawek do ustawy o zmianie ustawy o inwestycjach w zakresie elektrowni wiatrowych oraz niektórych innych ustaw (www)
- 17 VII – przyjęcie ustawy o zmianie ustawy o prawach pacjenta i Rzeczniku Praw Pacjenta oraz ustawy o zawodach lekarza i lekarza dentysty bez poprawek (www)
- 17 VII – przyjęcie ustawy o zmianie ustawy o obronie Ojczyzny oraz niektórych innych ustaw bez poprawek (www)
- 17 VII – przyjęcie ustawy o zmianie ustawy o Służbie Więziennej oraz ustawy o ustanowieniu „Programu modernizacji Policji, Straży Granicznej, Państwowej Straży Pożarnej i Służby Ochrony Państwa w latach 2022‑2025”, o ustanowieniu „Programu modernizacji Służby Więziennej w latach 2022‑2025” oraz o zmianie ustawy o Policji i niektórych innych ustaw bez poprawek (www)
- 17 VII – przyjęcie ustawy o zmianie ustawy o komornikach sądowych bez poprawek (www)
- 17 VII – wprowadzenie 7 poprawek do ustawy o zmianie ustawy – Prawo restrukturyzacyjne, ustawy – Prawo upadłościowe oraz ustawy o Krajowym Rejestrze Zadłużonych (www)
- 17 VII – przyjęcie ustawy o zmianie ustawy o podatku dochodowym od osób prawnych bez poprawek (www)
- 17 VII – przyjęcie ustawy o zmianie ustawy o podatku dochodowym od osób fizycznych oraz ustawy o podatku dochodowym od osób prawnych bez poprawek (www)
- 17 VII – wprowadzenie 2 poprawek do ustawy o zmianie ustawy o podatku od spadków i darowizn (www)
- 17 VII – przyjęcie ustawy o zmianie niektórych ustaw w związku z zapewnieniem operacyjnej odporności cyfrowej sektora finansowego oraz emitowaniem europejskich zielonych obligacji bez poprawek (www)
- 17 VII – przyjęcie ustawy zmieniającej ustawę o zmianie ustawy o rachunkowości, ustawy o biegłych rewidentach, firmach audytorskich oraz nadzorze publicznym oraz niektórych innych ustaw bez poprawek (www)
- 17 VII – przyjęcie ustawy o krajowym systemie certyfikacji cyberbezpieczeństwa bez poprawek (www)
- 17 VII – przyjęcie ustawy o zmianie ustawy o informatyzacji działalności podmiotów realizujących zadania publiczne oraz niektórych innych ustaw bez poprawek (www)
- 17 VII – przyjęcie ustawy o zmianie ustawy – Prawo geologiczne i górnicze bez poprawek (www)
- 17 VII – wprowadzenie 2 poprawek do ustawy o zmianie ustawy o restrukturyzacji zadłużenia podmiotów prowadzących gospodarstwa rolne (www)
- 17 VII – wprowadzenie 5 poprawek do ustawy o Instytucie imienia Wincentego Witosa (www)
- 17 VII – wprowadzenie 4 poprawek do ustawy o zmianie ustawy o systemie ubezpieczeń społecznych oraz niektórych innych ustaw (www)
- 17 VII – wprowadzenie 29 poprawek do ustawy o szczególnych zasadach przygotowania i realizacji strategicznych inwestycji w zakresie potrzeb obronności państwa lub kluczowych inwestycji w zakresie potrzeb obronności państwa lub bezpieczeństwa publicznego oraz ustanawiania stref ochronnych terenów zamkniętych (www)
- 17 VII – przyjęcie ustawy o zmianie ustawy o kontroli niektórych inwestycji oraz ustawy o dopłatach do oprocentowania kredytów bankowych udzielanych przedsiębiorcom dotkniętym skutkami COVID-19 oraz o uproszczonym postępowaniu o zatwierdzenie układu w związku z wystąpieniem COVID-19 bez poprawek (www)
- 17 VII – wprowadzenie 4 poprawek do ustawy o likwidacji Akademii Kopernikańskiej i Szkoły Głównej Mikołaja Kopernika (www)
- 17 VII – wprowadzenie 9 poprawek do ustawy o zmianie ustawy o społecznych formach rozwoju mieszkalnictwa oraz niektórych innych ustaw (www)
- 17 VII – przyjęcie ustawy o zmianie ustawy o mniejszościach narodowych i etnicznych oraz o języku regionalnym bez poprawek (www)
- 17 VII – informacja z działalności Krajowej Rady Sądownictwa w 2024 r.
- 17 VII – informacja o istotnych problemach wynikających z działalności i orzecznictwa Trybunału Konstytucyjnego w 2022 roku
- 17 VII – informacja o istotnych problemach wynikających z działalności i orzecznictwa Trybunału Konstytucyjnego w 2023 roku
- 31 VII – przyjęcie ustawy o zmianie ustawy – Kodeks postępowania karnego oraz niektórych innych ustaw bez poprawek (www)
- 31 VII – wprowadzenie 9 poprawek do ustawy o zmianie ustawy – Kodeks postępowania cywilnego, ustawy – Kodeks cywilny oraz niektórych innych ustaw (www)
- 31 VII – przyjęcie ustawy o zmianie ustawy o kosztach sądowych w sprawach cywilnych bez poprawek (www)
- 31 VII – wprowadzenie 2 poprawek do ustawy o zmianie ustawy o nieodpłatnej pomocy prawnej, nieodpłatnym poradnictwie obywatelskim oraz edukacji prawnej (www)
- 31 VII – przyjęcie ustawy o zmianie ustawy o ochronie praw nabywcy lokalu mieszkalnego lub domu jednorodzinnego oraz Deweloperskim Funduszu Gwarancyjnym bez poprawek (www)
- 31 VII – przyjęcie ustawy o zmianie ustawy – Prawo zamówień publicznych oraz ustawy o umowie koncesji na roboty budowalne lub usługi bez poprawek (www)
- 31 VII – przyjęcie ustawy o zmianie ustawy – Prawo zamówień publicznych oraz niektórych innych ustaw bez poprawek (www)
- 31 VII – wprowadzenie 24 poprawek do ustawy o certyfikacji wykonawców zamówień publicznych (www)
- 31 VII – przyjęcie ustawy o zmianie niektórych ustaw w celu uproszczenia procedur administracyjnych oraz wsparcia przedsiębiorczości bez poprawek (www)
- 31 VII – wprowadzenie 3 poprawek do ustawy o zmianie ustawy o środkach ochrony roślin (www)
- 31 VII – przyjęcie ustawy o szczególnych rozwiązaniach w zakresie przechowywania nawozów naturalnych bez poprawek (www)
- 31 VII – przyjęcie ustawy o zmianie ustawy – Prawo o szkolnictwie wyższym i nauce bez poprawek (www)
- 31 VII – przyjęcie ustawy o zmianie ustawy o funduszach inwestycyjnych i zarządzaniu alternatywnymi funduszami inwestycyjnymi bez poprawek (www)
- 31 VII – wprowadzenie 4 poprawek do ustawy o zmianie ustawy – Prawo bankowe oraz niektórych innych ustaw (www)
- 31 VII – przyjęcie ustawy o zmianie ustawy – Prawo bankowe oraz niektórych innych ustaw bez poprawek (www)
- 31 VII – wprowadzenie poprawki do ustawy o zmianie ustawy o ubezpieczeniach obowiązkowych, Ubezpieczeniowym Funduszu Gwarancyjnym i Polskim Biurze Ubezpieczycieli Komunikacyjnych oraz ustawy o ewidencji ludności (www)
- 31 VII – przyjęcie ustawy o zmianie ustawy o ubezpieczeniach obowiązkowych, Ubezpieczeniowym Funduszu Gwarancyjnym i Polskim Biurze Ubezpieczycieli Komunikacyjnych bez poprawek (www)
- 31 VII – przyjęcie ustawy o zmianie ustawy – Kodeks karny skarbowy oraz ustawy – Ordynacja podatkowa bez poprawek (www)
- 31 VII – wprowadzenie 3 poprawek do ustawy o zmianie ustawy o podatku od towarów i usług oraz ustawy o zmianie ustawy o podatku od towarów i usług oraz niektórych innych ustaw (www)
- 31 VII – wprowadzenie 2 poprawek do ustawy o uchyleniu ustawy o Centralnej Informacji Emerytalnej (www)
- 31 VII – przyjęcie ustawy o zmianie ustawy o informatyzacji działalności podmiotów realizujących zadania publiczne oraz niektórych innych ustaw bez poprawek (www)
- 31 VII – przyjęcie ustawy o zmianie ustawy – Prawo konsularne bez poprawek (www)
- 31 VII – wprowadzenie 9 poprawek do ustawy o zmianie ustawy o zapasach ropy naftowej, produktów naftowych i gazu ziemnego oraz zasadach postępowania w sytuacjach zagrożenia bezpieczeństwa paliwowego państwa i zakłóceń na rynku naftowym oraz niektórych innych ustaw (www)
- 31 VII – przyjęcie ustawy o zmianie niektórych ustaw w celu dokonania deregulacji w zakresie energetyki bez poprawek (www)
- 31 VII – wprowadzenie 2 poprawek do ustawy o zmianie ustawy – Prawo energetyczne oraz niektórych innych ustaw (www)
- 31 VII – przyjęcie ustawy o zmianie ustawy o przetwarzaniu danych dotyczących przelotu pasażera bez poprawek (www)
- 31 VII – wprowadzenie 11 poprawek do ustawy o zmianie ustawy o weteranach działań poza granicami państwa, ustawy o podatku dochodowym od osób fizycznych oraz ustawy o finansach publicznych (www)
- 31 VII – przyjęcie ustawy o zmianie ustawy – Karta Nauczyciela oraz niektórych innych ustaw bez poprawek (www)
- 31 VII – przyjęcie ustawy o zmianie ustawy – Karta Nauczyciela bez poprawek (www)
- 31 VII – przyjęcie ustawy o zmianie ustawy – Karta Nauczyciela bez poprawek (www)
- 31 VII – przyjęcie ustawy o zmianie ustawy o refundacji leków, środków spożywczych specjalnego przeznaczenia żywieniowego oraz wyrobów medycznych oraz ustawy o świadczeniach opieki zdrowotnej finansowanych ze środków publicznych bez poprawek (www)
- 31 VII – podjęcie uchwały w sprawie wniesienia do Sejmu projektu ustawy o zmianie ustawy o działaczach opozycji antykomunistycznej oraz osobach represjonowanych z powodów politycznych (www)
- 31 VII – podjęcie uchwały w sprawie wniesienia do Sejmu projektu ustawy o zmianie ustawy – Prawo oświatowe (www)
- 31 VII – sprawozdanie Komisji Petycji z rozpatrzonych w 2024 roku petycji
- 31 VII – podjęcie uchwały w sprawie wniesienia do Sejmu projektu ustawy o zmianie ustawy o rzecznikach patentowych (www)
- 7 VIII – przyjęcie ustawy o zmianie ustawy o świadczeniach opieki zdrowotnej finansowanych ze środków publicznych oraz ustawy o działalności leczniczej bez poprawek (www)
- 7 VIII – przyjęcie ustawy o zmianie ustawy o przeciwdziałaniu zagrożeniom przestępczością na tle seksualnym i ochronie małoletnich oraz niektórych innych ustaw bez poprawek (www)
- 7 VIII – przyjęcie ustawy o zmianie ustawy o ubezpieczeniach obowiązkowych, Ubezpieczeniowym Funduszu Gwarancyjnym i Polskim Biurze Ubezpieczycieli Komunikacyjnych bez poprawek (www)
- 7 VIII – przyjęcie ustawy o zmianie ustawy o pomocy obywatelom Ukrainy w związku z konfliktem zbrojnym na terytorium tego państwa oraz niektórych innych ustaw bez poprawek (www)
- 7 VIII – przyjęcie ustawy o zmianie ustawy o emeryturach i rentach z Funduszu Ubezpieczeń Społecznych bez poprawek (www)
- 7 VIII – przyjęcie ustawy o ustalaniu wysokości emerytur z Funduszu Ubezpieczeń Społecznych ustalonych w czerwcu w latach 2009–2019 oraz rent rodzinnych po ubezpieczonych, którym ustalono emerytury w czerwcu w latach 2009–2019 bez poprawek (www)
- 7 VIII – podjęcie uchwały w sprawie wniesienia do Sejmu projektu ustawy o zmianie ustawy o wychowaniu w trzeźwości i przeciwdziałaniu alkoholizmowi (www)
- 7 VIII – informacja o działalności Rzecznika Praw Dziecka za rok 2024 wraz z uwagami o stanie przestrzegania praw dziecka w Polsce
- 7 VIII – brak wyrażenia zgody na pociągnięcie do odpowiedzialności karnej senatora Adama Bodnara za czyny określone we wniosku oskarżyciela prywatnego sędziego Jacka Przyguckiego z dnia 24 marca 2025 r. (www)

### Uchwały
- 13 XI 2023 – w sprawie zmiany Regulaminu Senatu Rzeczypospolitej Polskiej (www)
- 29 XI 2023 – w sprawie zmiany Regulaminu Senatu Rzeczypospolitej Polskiej (www)
- 29 XI 2023 – w sprawie utworzenia Polskiej Grupy Unii Międzyparlamentarnej (www)
- 8 XII 2023 – w 75. rocznicę uchwalenia Powszechnej Deklaracji Praw Człowieka (www)
- 13 XII 2023 – sprawie zmiany Regulaminu Senatu Rzeczypospolitej Polskiej (www)
- 13 XII 2023 – w 42. rocznicę wprowadzenia w Polsce stanu wojennego (www)
- 7 II 2024 – w sprawie zmiany Regulaminu Senatu Rzeczypospolitej Polskiej (www)
- 6 III 2024 – w 25. rocznicę przystąpienia Polski do NATO (www)
- 20 III 2024 – w sprawie uwolnienia Andrzeja Poczobuta (www)
- 4 IV 2024 – w związku z atakiem rakietowym na konwój pojazdów organizacji humanitarnej w Strefie Gazy i śmiercią wolontariuszy, w tym obywatela Rzeczypospolitej Polskiej (www)
- 4 IV 2024 – w sprawie upamiętnienia 230. rocznicy Insurekcji Kościuszkowskiej (www)
- 8 V 2024 – w 20. rocznicę przystąpienia Polski do Unii Europejskiej (www)
- 9 V 2024 – w sprawie zmiany Regulaminu Senatu Rzeczypospolitej Polskiej (www)
- 22 V 2024 – w sprawie upamiętnienia 80. rocznicy zdobycia Monte Cassino (www)
- 4 VI 2024 – w 20. rocznicę śmierci Jacka Kuronia (www)
- 4 VII 2024 – w 35. rocznicę pierwszego posiedzenia odrodzonego Senatu (www)
- 10 VII 2024 – w sprawie uczczenia Międzynarodowego Dnia Parlamentaryzmu oraz 135. rocznicy utworzenia Unii Międzyparlamentarnej (www)
- 31 VII 2024 – w 80. rocznicę wybuchu Powstania Warszawskiego (www)
- 25 IX 2024 – w 50. rocznicę śmierci Melchiora Wańkowicza (www)
- 25 IX 2024 – w sprawie upamiętnienia Romana Dmowskiego w 160. rocznicę urodzin (www)
- 9 X 2024 – w 40. rocznicę śmierci bł. ks. Jerzego Popiełuszki (www)
- 10 X 2024 – o ustanowieniu roku 2025 Rokiem Edukacji Zdrowotnej i Profilaktyki (www)
- 29 X 2024 – w 100. rocznicę urodzin Zbigniewa Herberta (www)
- 29 X 2024 – o ustanowieniu roku 2025 Rokiem ks. prof. Józefa Tischnera (www)
- 29 X 2024 – o ustanowieniu roku 2025 Rokiem Marii Pawlikowskiej-Jasnorzewskiej (www)
- 29 X 2024 – o ustanowieniu roku 2025 Rokiem Władysława Stanisława Reymonta (www)
- 29 X 2024 – o ustanowieniu roku 2025 Rokiem Wojciecha Jerzego Hasa (www)
- 21 XI 2024 – w sprawie zmiany Regulaminu Senatu Rzeczypospolitej Polskiej (www)
- 18 XII 2024 – w sprawie sytuacji w Gruzji (www)
- 8 I 2025 – w 80. rocznicę Tragedii Górnośląskiej (www)
- 22 I 2025 – w 80. rocznicę wyzwolenia obozu koncentracyjnego Auschwitz (www)
- 22 I 2025 – w sprawie nieuczciwych wyborów prezydenckich w Białorusi (www)
- 12 II 2025 – w 90. rocznicę narodzin krwiodawstwa w Polsce (www)
- 12 II 2025 – w sprawie upamiętnienia 105. rocznicy zaślubin Polski z morzem (www)
- 27 II 2025 – w 80. rocznicę heroicznej śmierci Patrona Polskiego Harcerstwa ks. phm. Stefana Wincentego Frelichowskiego (www)
- 27 II 2025 – upamiętniającej kolejarzy walczących w czasie II wojny światowej w 80. rocznicę jej zakończenia (www)
- 12 III 2025 – w 85. rocznicę zbrodni katyńskiej (www)
- 12 III 2025 – w 80. rocznicę Marszu Śmierci więźniów KL Stutthof (www)
- 26 III 2025 – apel w sprawie uwolnienia Andrzeja Poczobuta w 4. rocznicę aresztowania (www)
- 26 III 2025 – w 20. rocznicę śmierci Ojca Świętego Jana Pawła II (www)
- 26 III 2025 – w 50. rocznicę powstania pierwszego Uniwersytetu Trzeciego Wieku w Polsce (www)
- 9 IV 2025 – w 15. rocznicę katastrofy smoleńskiej (www)
- 9 IV 2025 – w 500. rocznicę Hołdu Pruskiego (www)
- 23 IV 2025 – w sprawie upamiętnienia 1000. rocznicy koronacji pierwszych królów Polski (www)
- 23 IV 2025 – w sprawie upamiętnienia Wandy Telakowskiej w 120. rocznicę urodzin (www)
- 14 V 2025 – w 80. rocznicę zakończenia II wojny światowej w Europie (www)
- 14 V 2025 – w sprawie ustanowienia roku 2026 Rokiem Miasta Gdyni (www)
- 14 V 2025 – w sprawie ustanowienia roku 2026 Rokiem Andrzeja Wajdy (www)
- 14 V 2025 – w sprawie ustanowienia roku 2026 Rokiem Jerzego Giedroycia (www)
- 14 V 2025 – w sprawie ustanowienia roku 2026 Rokiem Błogosławionej Matki Elżbiety Róży Czackiej, prekursorki polskiej tyflologii (www)
- 14 V 2025 – w sprawie ustanowienia roku 2026 Rokiem Robotniczego Protestu Czerwca 1976 w związku z 50. rocznicą zwycięskiego, ogólnopolskiego zrywu robotniczego, na którego czele stanęli mieszkańcy Radomia, Ursusa i Płocka (www)
- 28 V 2025 – w 120. rocznicę urodzin Mieczysława Bekkera (www)
- 28 V 2025 – w sprawie promowania idei spółdzielczości (www)
- 16 VII 2025 – w sprawie potępienia wypowiedzi podważających prawdę o tragedii Holokaustu i negujących cierpienie milionów ofiar niemieckich nazistowskich obozów zagłady (www)
- 16 VII 2025 – w sprawie upamiętnienia ofiar w 80. rocznicę Obławy Augustowskiej (www)
- 16 VII 2025 – w 100-lecie Szkoły Orląt i w 85. rocznicę bitwy o Anglię (www)
- 30 VII 2025 – w sprawie przesiedleń ludności polskiej z terenów wschodnich II Rzeczypospolitej Polskiej (www)
- 7 VIII 2025 – w sprawie uczczenia 100-lecia powstania Polskiego Towarzystwa Polityki Społecznej
- 7 VIII 2025 – w 45. rocznicę podpisania Porozumień Sierpniowych